# 바다

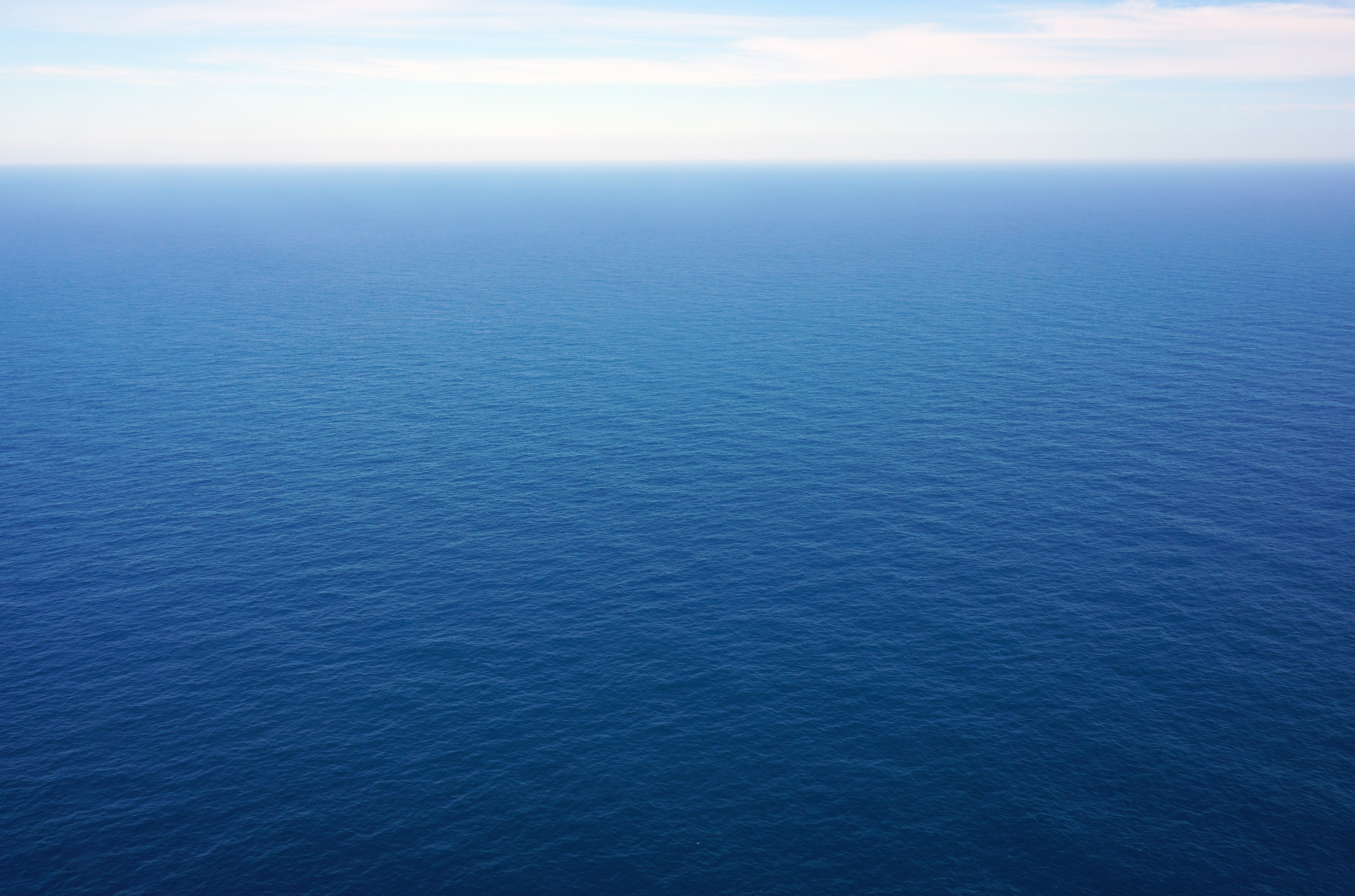
페로 제도 근처의 대서양

바다 또는 해양(海洋, 영어: sea)은 지구 표면에서 전체 또는 일부가 육지로 둘러싸인 거대한 소금물이다. 일반적으로 대양과 연결된 넓은 해역을 의미하며, 카스피해나 사해처럼 육지에 둘러싸인 경우도 바다로 분류하기도 한다. 그 나라가 영유하고 있는 바다는 영해라고 부르며, 얼어붙은 바다는 유빙이라고 부른다.
수역의 염분은 표면과 큰 강의 하구 근처에서 낮고 대양 깊은 곳에서 높은 등 크게 다르다. 그러나 용해된 염분의 상대적 비율은 대양 전체에서 거의 변하지 않는다. 바닷물에 가장 풍부하게 용해된 고체는 염화 나트륨이다. 물에는 마그네슘, 칼슘, 칼륨, 수은 등의 염도 포함되어 있으며, 일부는 극미량으로 존재한다. 세균, 원생생물, 조류 (수생 생물), 식물, 균계, 동물 등 다양한 생물이 바다 전체의 다양한 해양 서식지와 해양생태계에 살고 있다. 이들은 햇빛이 드는 표면과 해안선에서부터 차갑고 어두운 심해대의 깊고 높은 압력에 이르는 수직적인 범위와, 극빙 아래의 차가운 물에서 열대 지역의 산호초 따뜻한 물에 이르는 위도적인 범위에 걸쳐 분포한다. 많은 주요 생물 그룹은 바다에서 진화했으며 생명이 시작되었을 수도 있다.
대양은 지구의 기후를 조절하고 물, 탄소, 질소 순환에서 중요한 역할을 한다. 물 표면은 대기와 상호 작용하며 입자와 온도 같은 특성뿐만 아니라 흐름도 교환한다. 표층 해류는 기류와 물 표면에 부는 바람에 의해 생성되는 해류로, 파도를 일으키고 끌림을 통해 느리지만 안정적인 물의 순환을 형성하며, 심해 해류를 유지하는 대양의 경우와 같다. 글로벌 컨베이어 벨트로 알려진 심해 해류는 극지방 근처의 차가운 물을 모든 대양으로 운반하며 지구의 기후에 크게 영향을 미친다. 일반적으로 하루 두 번 발생하는 해수면의 오르내림인 조석은 지구의 자전과 달의 중력 효과, 그리고 더 적지만 태양의 중력 효과에 의해 발생한다. 조석은 만이나 어귀에서 매우 높은 조차를 가질 수 있다. 해저 아래 판 (지각) 이동으로 발생하는 해저 지진은 파괴적인 지진해일로 이어질 수 있으며, 화산, 거대한 산사태 또는 큰 운석의 충돌도 마찬가지다.
바다는 역사와 문화 전반에 걸쳐 인간에게 필수적인 요소였다. 바다를 활용하고 연구하는 것은 고대부터 기록되어 있으며 선사 시대에도 잘 입증되었고, 현대의 과학적 연구는 해양학이라고 불리며 해양 공간은 해양법의 지배를 받으며, 해사법은 바다에서의 인간 상호작용을 규제한다. 바다는 인간에게 주로 물고기뿐만 아니라 개류, 해양 포유류, 바닷말을 어부들이 잡거나 양식을 통해 상당한 식량 공급을 제공한다. 바다의 다른 인간적인 용도로는 무역, 여행, 광물 채굴, 발전, 전쟁, 그리고 수영, 항해, 스쿠버 다이빙과 같은 여가 활동이 있다. 이러한 활동 중 상당수는 해양 오염을 유발한다.

## 정의

국제 해사 기구가 정의한 대양 및 연해

바다는 대서양, 태평양, 인도양, 남극해, 북극해를 포함하여 지구상의 모든 해양 수역이 연결된 시스템이다. 그러나 "바다"라는 단어는 북해 또는 홍해와 같이 훨씬 더 작고 특정한 해수역을 지칭하는 데에도 사용될 수 있다. 바다와 대양 사이에는 명확한 구분이 없지만, 일반적으로 바다는 더 작으며, 종종 부분적으로(예: 연해 또는 특히 지중해) 또는 완전히(예: 내해) 땅에 의해 둘러싸여 있다. 그러나 사르가소해는 해안선이 없으며 북대서양 자이르라고 하는 원형 해류 내에 위치한다는 점에서 예외이다.(p. 90) 바다는 일반적으로 호수보다 크며 소금물을 포함하지만, 갈릴래아호는 민물 호수이다. 해양법에 관한 유엔 협약은 모든 대양을 "바다"라고 명시한다.

### 법적 정의
해양법은 대양의 경계 정의를 중심으로 하며, 연해에서의 적용을 명확히 한다. 그러나 해양법이 해양 이외의 어떤 수역에 적용되는지는 카스피해의 "해양" 지위 문제에서 중요하게 협상되고 있으며, 이는 기본적으로 카스피해가 사실상 해양인지, 아니면 다른 모든 염수 호수처럼 단순히 일반적인 의미의 바다에 불과한지 여부에 달려 있다.

## 물리 과학

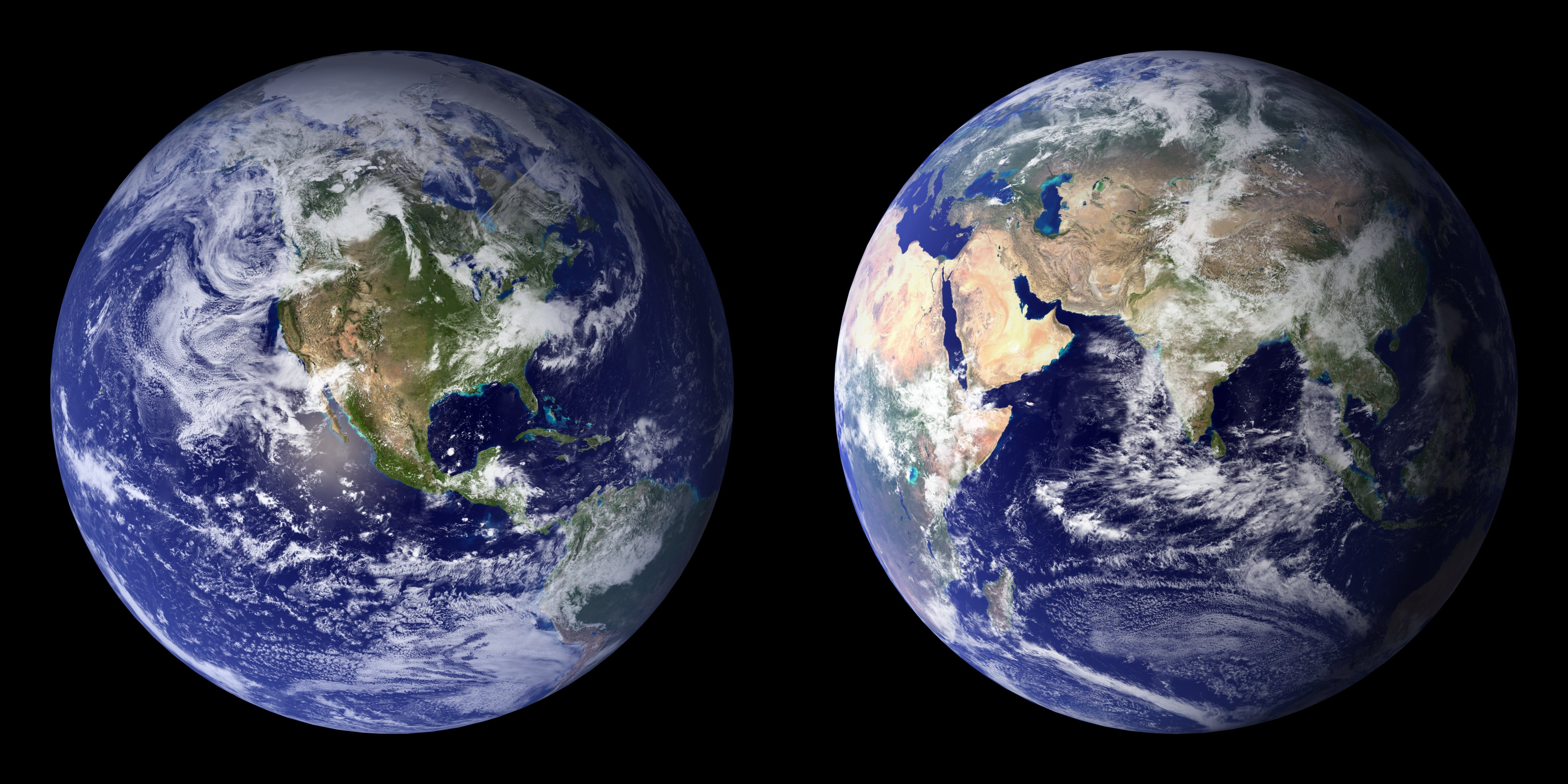
2001년 미국 항공 우주국에서 만든 지구 합성 이미지

지구는 표면에 액체 물로 이루어진 바다가 있는 유일하게 알려진 행성이다.(p. 22) 비록 화성은 극관을 가지고 있고 다른 태양계의 유사 행성들도 대양을 가지고 있을 수 있지만 말이다. 지구의 1,335,000,000 세제곱킬로미터 (320,000,000 cu mi) 해수는 알려진 물의 약 97.2%를 포함하며 표면의 약 71%를 덮고 있다.(p. 7) 또 다른 2.15%의 지구 물은 얼어 있으며, 북극해를 덮는 해빙, 남극과 그 인접 해역을 덮는 빙모, 그리고 전 세계의 다양한 빙하 및 표면 퇴적물에서 발견된다. 나머지는 (전체의 약 0.65%) 지하 저수지 또는 물 순환의 다양한 단계에서 형성되며, 대부분의 육상 생물이 접하고 사용하는 민물을 포함한다. 즉, 공기 중의 수증기, 천천히 형성되는 구름, 그 구름에서 떨어지는 비, 그리고 그 물이 계속해서 바다로 흘러가면서 자연적으로 형성되는 호수와 강이다.
과학적인 물과 지구의 물 순환 연구는 수문학이다. 유체 역학은 운동 중인 물의 물리학을 연구한다. 특히 최근의 바다 연구는 해양학이다. 이것은 처음에는 해양의 해류 형태에 대한 연구로 시작되었지만, 이후 크고 다학제적인 분야로 확장되었다. 이 분야는 바닷물의 특성을 조사하고, 파도, 조석, 해류를 연구하며, 해안선을 도표화하고 해저를 매핑하며, 해양 생물을 연구한다. 바다의 움직임, 그 힘, 그리고 그에 작용하는 힘을 다루는 하위 분야는 물리해양학으로 알려져 있다. 해양 생물학 (생물해양학)은 해양 생태계에 서식하는 식물, 동물, 기타 생물을 연구한다. 둘 다 해양화학의 영향을 받으며, 해양 내의 원소와 분자의 거동을 연구한다. 특히 현재는 탄소 순환에서 해양의 역할과 이산화 탄소의 해수 산성화 증가에서의 역할에 중점을 둔다. 해양 및 해상 자연지리학은 해양의 형태와 형성 과정을 도표화하며, 해양지질학은 대륙 이동설과 지구의 구성 및 구조에 대한 증거를 제공하고, 퇴적 과정을 명확히 하며, 화산 활동과 지진 연구를 도왔다.

### 바닷물

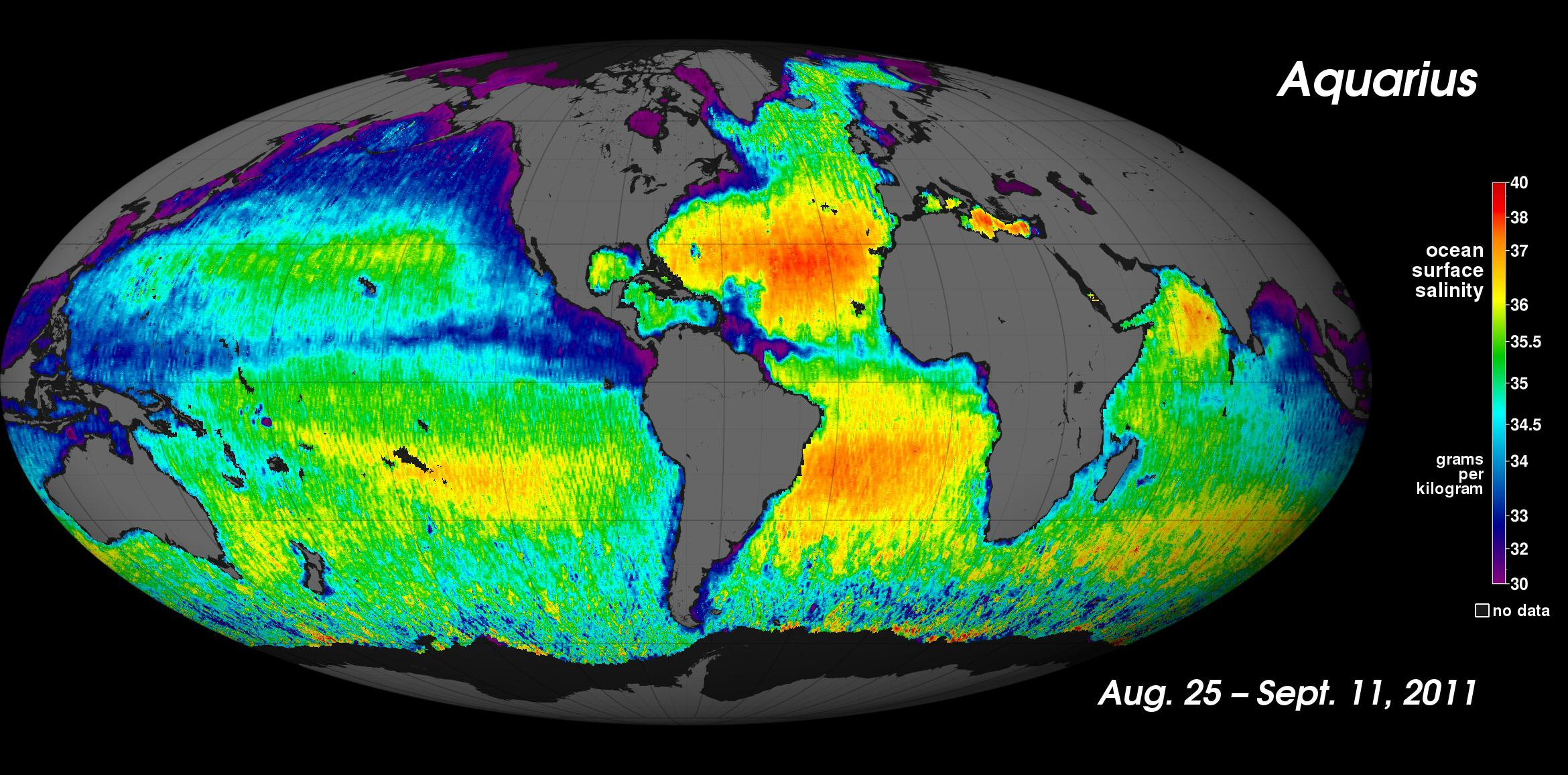
아쿠아리우스 우주선에서 촬영한 전지구 염분 지도. 무지개 색상은 염분 수준을 나타낸다: 빨간색 = 40 ‰, 보라색 = 30 ‰

#### 염분
바닷물의 특징은 짜다는 것이다. 염분은 보통 천분율(‰)로 측정되며, 대양은 리터당 약 35 그램 (1.2 oz)의 고형 물질을 포함하여 염분 35 ‰를 나타낸다. 지중해는 38 ‰로 약간 더 높고, 홍해 북부의 염분은 41‰에 달할 수 있다. 이와 대조적으로, 일부 육지에 갇힌 초염호는 훨씬 더 높은 염분을 가지고 있다. 예를 들어 사해는 리터당 300 그램 (11 oz)의 용해된 고형 물질(300 ‰)을 포함한다.
식용 소금(나트륨과 염화 이온)은 용액 내 고형 물질의 약 85%를 차지하지만, 마그네슘과 칼슘과 같은 다른 금속 이온과 황산염, 탄산염, 브로민화물을 포함한 음이온도 존재한다. 다른 바다에서 염분 수준의 변동에도 불구하고, 용해된 염분 구성의 상대적 비율은 전 세계 대양에서 안정적이다. 바닷물은 인간이 안전하게 마시기에는 너무 짜다. 콩팥이 바닷물만큼 짠 소변을 배설할 수 없기 때문이다.
| 용질           | 농도 (‰) | 총 염분의 % |
| -------------- | -------- | ----------- |
| 염화물         | 19.3     | 55          |
| 나트륨         | 10.8     | 30.6        |
| 황산염         | 2.7      | 7.7         |
| 마그네슘       | 1.3      | 3.7         |
| 칼슘           | 0.41     | 1.2         |
| 칼륨           | 0.40     | 1.1         |
| 탄산수소염     | 0.10     | 0.4         |
| 브로민화물     | 0.07     | 0.2         |
| 탄산염         | 0.01     | 0.05        |
| 스트론튬       | 0.01     | 0.04        |
| 붕산염         | 0.01     | 0.01        |
| 플루오린화물   | 0.001    | <0.01       |
| 기타 용질 전체 | <0.001   | <0.01       |

대양의 염분량은 수백만 년 규모에서 비교적 일정하게 유지되지만, 여러 요인이 수역의 염분에 영향을 미친다. 증발과 얼음 형성의 부산물("염수 배출"이라고도 함)은 염분을 증가시키는 반면, 강수, 해빙 용해, 육지로부터의 유출은 염분을 감소시킨다. 예를 들어, 발트해는 많은 강이 흘러들어오기 때문에 기수로 간주될 수 있다. 한편, 홍해는 증발률이 높아서 매우 짜다.

#### 온도
해수 온도는 표면에 도달하는 태양 복사량에 따라 달라진다. 열대 지방에서는 태양이 거의 머리 위에 있어 표층의 온도가 30 °C (86 °F) 이상으로 올라갈 수 있는 반면, 극지방 근처에서는 해빙과 평형을 이루는 온도가 약 −2 °C (28 °F)이다. 대양에서는 물의 순환이 지속적으로 일어난다. 따뜻한 표층 해류는 열대 지방에서 멀어질수록 식고, 물은 밀도가 높아져 가라앉는다. 차가운 물은 물의 온도와 밀도 변화에 의해 움직이며 심해 해류로 다시 적도로 이동하다가 결국 다시 표면으로 솟아오른다. 심해 바닷물은 지구의 모든 지역에서 −2 °C (28 °F)에서 5 °C (41 °F) 사이의 온도를 가진다.
일반적인 염분 35 ‰의 바닷물은 약 −1.8 °C (28.8 °F)의 어는점을 가진다. 온도가 충분히 낮아지면 표면에 얼음 결정이 형성된다. 이 결정들은 작은 조각으로 부서져 평평한 원반을 형성하고, 이는 서릿발 얼음이라는 두꺼운 현탁액을 이룬다. 잔잔한 환경에서는 이것이 얇고 평평한 닐라스로 얼어붙으며, 아래쪽에 새로운 얼음이 형성되면서 두꺼워진다. 더 거친 바다에서는 서릿발 얼음 결정이 팬케이크라고 불리는 평평한 원반으로 합쳐진다. 이들은 서로 아래로 미끄러져 들어가 유빙을 형성하기 위해 합쳐진다. 얼음이 어는 과정에서 염수와 공기가 얼음 결정 사이에 갇힌다. 닐라스의 염분은 12–15 ‰일 수 있지만, 해빙이 1년이 지나면 이 염분은 4–6 ‰로 떨어진다.

#### pH 값
해수는 약한 알칼리성이며 지난 3억 년 동안 평균 pH가 약 8.2였다. 최근에는 기후변화로 대기 중 이산화 탄소 함량이 증가했다. 추가된 이산화탄소의 약 30~40%는 대양에 흡수되어 탄산을 형성하고 해양 산성화라는 과정을 통해 pH를 낮춘다(현재 8.1 미만). 해양 pH를 포함한 추가적인 해양 화학 변화의 정도는 국가와 정부가 취하는 기후변화 완화 노력에 따라 달라질 것이다.

#### 산소 농도
해수에서 발견되는 산소의 양은 주로 해수 내에서 자라는 식물에 달려 있다. 이들은 주로 식물성 플랑크톤을 포함한 조류 (수생 생물)와 해초와 같은 일부 관다발식물이다. 낮에는 이들 식물의 광합성 활동이 산소를 생성하여 해수 중에 용해되며, 이는 해양 동물들이 사용한다. 밤에는 광합성이 멈추고 용해된 산소의 양은 감소한다. 식물이 자랄 만큼 충분한 빛이 침투하지 않는 심해에서는 용해된 산소가 거의 없다. 산소가 없는 환경에서는 유기 물질이 혐기성 세균에 의해 분해되어 황화 수소를 생성한다.
기후변화는 수온이 높아질수록 물에 대한 산소의 용해도가 감소하기 때문에 표층수의 산소 수준을 감소시킬 가능성이 있다. 해양 탈산소화는 상부 대양 온난화가 1 °C 상승할 때마다 저산소증을 10% 증가시키고, 아산소수(평균 표면 농도보다 산소 농도가 98% 낮은 물)를 3배 증가시킬 것으로 예측된다.

#### 빛
바다에 침투하는 빛의 양은 태양의 각도, 기상 조건 및 물의 탁도에 따라 달라진다. 많은 빛이 표면에서 반사되고, 붉은 빛은 처음 몇 미터 안에서 흡수된다. 노란색과 녹색 빛은 더 깊은 곳까지 도달하고, 파란색과 보라색 빛은 최대 1,000 미터 (3,300 ft)까지 침투할 수 있다. 약 200 미터 (660 ft) 이상의 깊이에서는 광합성과 식물 성장에 충분한 빛이 없다.

### 해수면
지질 시대의 대부분 동안 해수면은 오늘날보다 높았다.(p. 74) 시간이 지남에 따라 해수면에 영향을 미치는 주요 요인은 해양 지각의 변화 결과이며, 매우 장기적으로는 하향 추세가 지속될 것으로 예상된다. 약 2만 년 전 최후 빙기 극대기에는 해수면이 현재(2012년)보다 약 125 미터 (410 ft) 낮았다.
적어도 지난 100년 동안 해수면은 연평균 약 1.8 밀리미터 (0.071 in)의 속도로 상승하고 있다. 이 상승의 대부분은 기후변화로 인한 해수 온도 상승과 그 결과로 인한 상위 500 미터 (1,600 ft) 해수의 미미한 열팽창에 기인한다. 전체의 최대 4분의 1에 달하는 추가적인 기여는 녹는 눈과 빙하, 관개 및 기타 농업 및 인간 필요를 위한 지하수 추출 등 육지 수자원에서 비롯된다.

### 파도

파도가 얕은 물에 들어서면 속도가 느려지고 진폭(높이)이 증가한다.

수역 표면에 부는 바람은 바람의 방향에 수직인 파동을 형성한다. 연못의 잔잔한 바람에 의해 공기와 물 사이의 마찰은 잔물결을 형성한다. 대양에 강한 바람이 불면 움직이는 공기가 물의 솟아오른 능선을 밀어내어 더 큰 파도가 발생한다. 파도는 이동 속도가 바람의 속도와 거의 일치할 때 최대 높이에 도달한다. 남반구의 로어링 포티즈에서와 같이 바람이 지속적으로 부는 개방 수역에서는 너울이라는 길고 조직화된 물 덩어리가 대양을 가로질러 굴러간다.(pp. 83–84) 바람이 잦아들면 파도 형성이 줄어들지만, 이미 형성된 파도는 육지에 부딪힐 때까지 원래 방향으로 계속 이동한다. 파도의 크기는 파도 이동 거리와 바람의 강도 및 지속 시간에 따라 달라진다. 파도가 다른 방향에서 오는 파도와 만나면 두 파도 간의 간섭으로 인해 부서지고 불규칙한 파도가 발생할 수 있다. 보강간섭은 정상적인 파도보다 훨씬 높은 개별 (예상치 못한) 너울성 파도를 유발할 수 있다. 대부분의 파도는 높이가 3 m (10 ft) 미만이며 강한 폭풍이 이 높이를 두세 배로 증가시키는 것은 드문 일이 아니다. 해상 풍력 발전소 및 석유 플랫폼과 같은 해상 건설은 (예를 들어 백년파)에 대한 파력 계산 시 측정값을 기반으로 한 기상해양학 통계를 사용한다. 그러나 너울성 파도는 25 미터 (82 ft) 이상의 높이로 기록된 바 있다.
파도의 꼭대기는 마루, 파도 사이의 가장 낮은 지점은 골, 마루 사이의 거리는 파장이라고 한다. 파도는 바람에 의해 해수면을 가로질러 밀리지만, 이것은 에너지의 전달을 의미하며 물의 수평 이동을 의미하지는 않는다. 파도가 육지에 접근하여 얕은 물로 이동하면 행동이 변한다. 만약 각을 이루며 접근한다면, 파도는 굴절하거나 바위와 갑 (회절)을 감쌀 수 있다. 파도가 가장 깊은 물의 진동이 해저에 닿는 지점에 도달하면 속도가 느려지기 시작한다. 이것은 마루를 더 가깝게 당기고 파도의 높이를 증가시키는데, 이를 천수 변형이라고 한다. 파고 대 수심의 비율이 특정 한계를 초과하면 파도는 "부서져" 거품이 이는 물 덩어리로 무너진다. 이것은 해변을 따라 흐르다가 중력의 영향으로 다시 바다로 물러난다.

### 지진해일

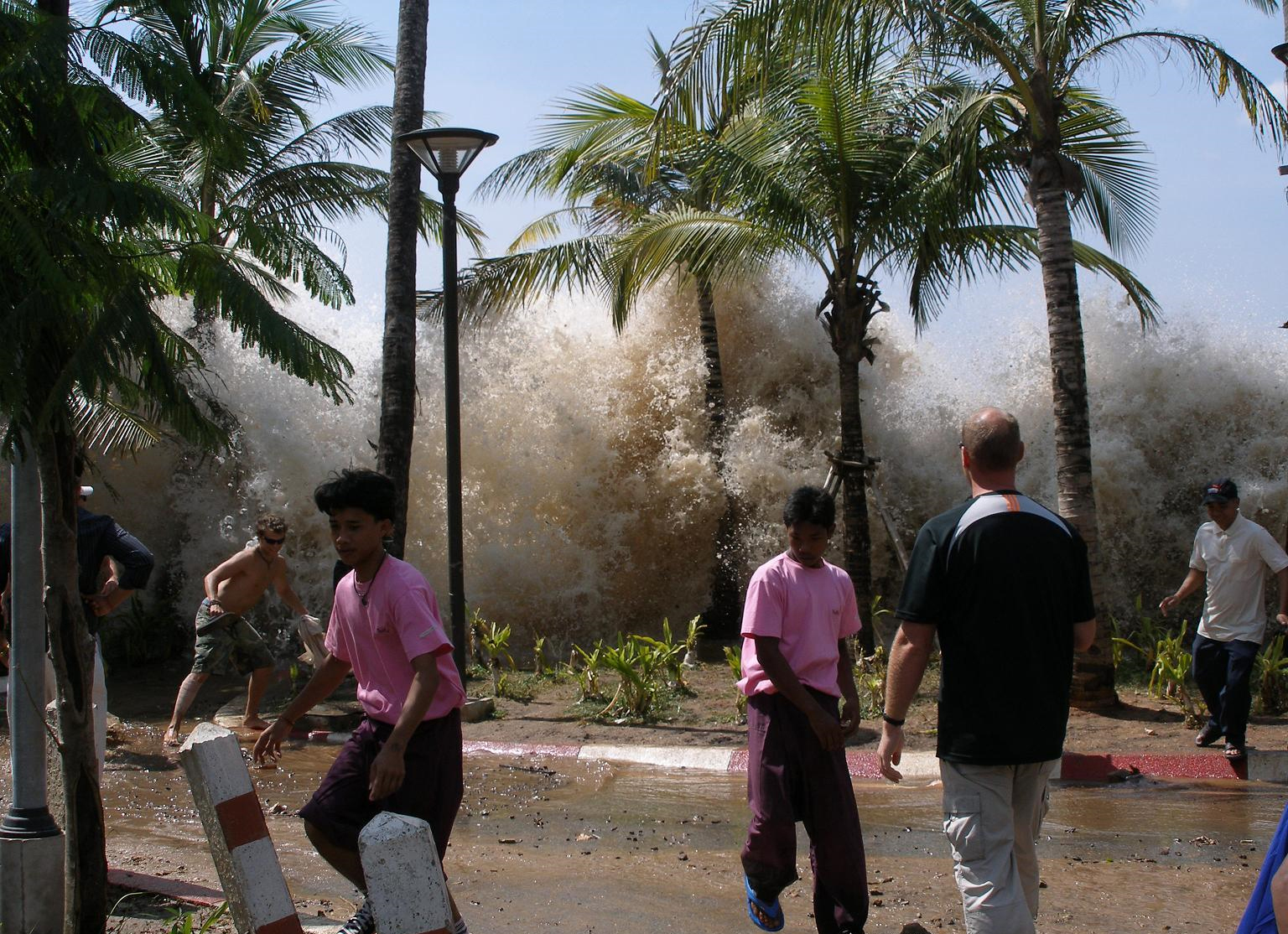
태국의 2004년 인도양 지진해일

지진해일은 해저 지진이나 산사태, 운석 충돌, 화산 폭발 또는 육지의 바다 침하와 같은 드물게 발생하는 강력한 사건에 의해 발생하는 특이한 형태의 파도이다. 이러한 사건들은 영향을 받은 지역의 해수면을 일시적으로 들어 올리거나 낮출 수 있는데, 보통 몇 피트 정도이다. 변위된 해수의 잠재 에너지는 운동 에너지로 전환되어 얕은 파도인 지진해일을 생성하며, 이 파도는 수심의 제곱근에 비례하는 속도로 바깥쪽으로 퍼져나가므로 대양에서는 대륙붕보다 훨씬 빠르게 이동한다. 깊은 대양에서 지진해일은 파장이 약 80 to 300 마일 (130 to 480 km)이고, 시속 600 마일 매 시 (970 km/h) 이상으로 이동하며 일반적으로 높이가 3피트 미만이므로 이 단계에서는 종종 감지되지 않는다. 대조적으로, 바람에 의해 발생하는 해수면 파도는 파장이 수백 피트이고, 시속 65 마일 매 시 (105 km/h)까지 이동하며, 높이는 45 피트 (14 미터)까지 올라간다.
지진해일이 얕은 물로 이동하면 속도가 감소하고 파장이 짧아지며 진폭이 엄청나게 증가한다. 이는 얕은 물에서 바람에 의해 생성되는 파도와 동일하게 작동하지만 훨씬 더 큰 규모로 발생한다. 지진해일의 골이나 마루가 해안에 먼저 도달할 수 있다. 전자의 경우, 바다가 물러나면서 해안 근처의 간조대가 노출되어 육지 사람들에게 유용한 경고를 제공한다. 마루가 도착하면 보통 부서지지 않고 내륙으로 돌진하여 경로의 모든 것을 침수시킨다. 파괴의 상당 부분은 지진해일이 강타한 후 홍수가 바다로 다시 흘러들어가면서 잔해와 사람들을 함께 끌고 가는 과정에서 발생할 수 있다. 종종 하나의 지질학적 사건으로 인해 여러 지진해일이 발생하며, 8분에서 2시간 간격으로 도달한다. 해안에 먼저 도착하는 파도가 가장 크거나 파괴적이지 않을 수 있다.

### 해류

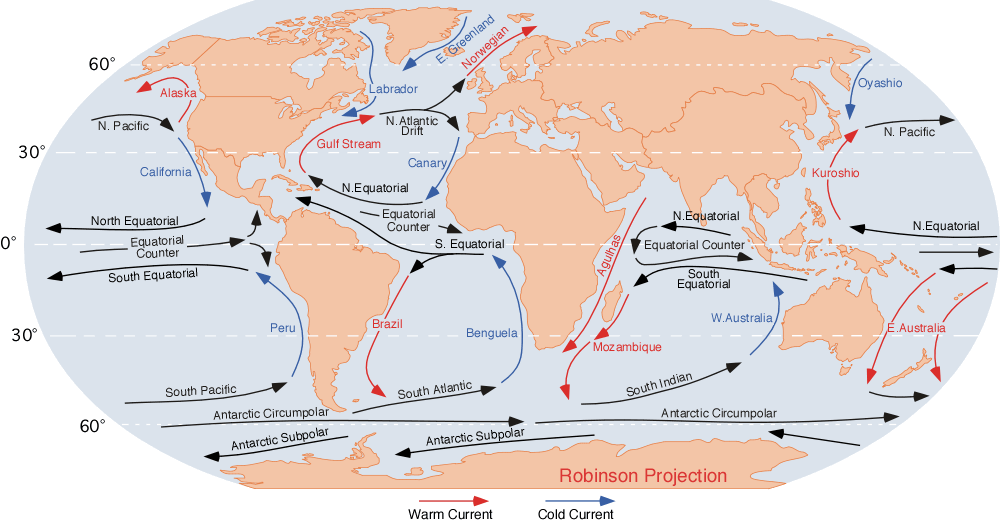
표면 해류: 빨간색–따뜻함, 파란색–차가움

바다 표면에 부는 바람은 공기와 바다의 경계면에서 마찰력을 발생시킨다. 이는 파도를 형성할 뿐만 아니라 표층 해수를 바람과 같은 방향으로 움직이게 한다. 바람은 변동성이 있지만, 특정 지역에서는 주로 한 방향에서 불기 때문에 표층 해류가 형성될 수 있다. 서풍은 중위도에서 가장 흔하며, 동풍은 열대 지방에서 우세하다. 물이 이런 방식으로 움직이면, 다른 물이 그 공간을 채우기 위해 흘러들어와 환류라고 불리는 표층 해류의 원형 운동이 형성된다. 세계 대양에는 태평양에 두 개, 대서양에 두 개, 인도양에 하나씩 총 다섯 개의 주요 환류가 있다. 다른 작은 환류는 작은 바다에서 발견되며, 하나의 환류가 남극 주변을 흐른다. 이 환류들은 수천 년 동안 육지의 지형, 바람 방향, 코리올리 효과에 의해 안내되어 동일한 경로를 따랐다. 표층 해류는 북반구에서는 시계 방향으로, 남반구에서는 반시계 방향으로 흐른다. 적도에서 멀어지는 물은 따뜻하고, 반대 방향으로 흐르는 물은 대부분의 열을 잃는다. 이러한 해류는 지구의 기후를 조절하여 적도 지역을 냉각시키고 고위도 지역을 따뜻하게 하는 경향이 있다. 지구 기후와 일기예보는 세계 대양의 강력한 영향을 받으므로, 전지구 기후 모델링은 해양 순환 모델뿐만 아니라 대기, 지표면, 에어로졸, 해빙과 같은 다른 주요 구성 요소 모델도 활용한다. 해양 모델은 해수와 같은 유체의 대규모 흐름을 설명하는 지구물리학적 유체 역학이라는 물리학 분야를 활용한다.

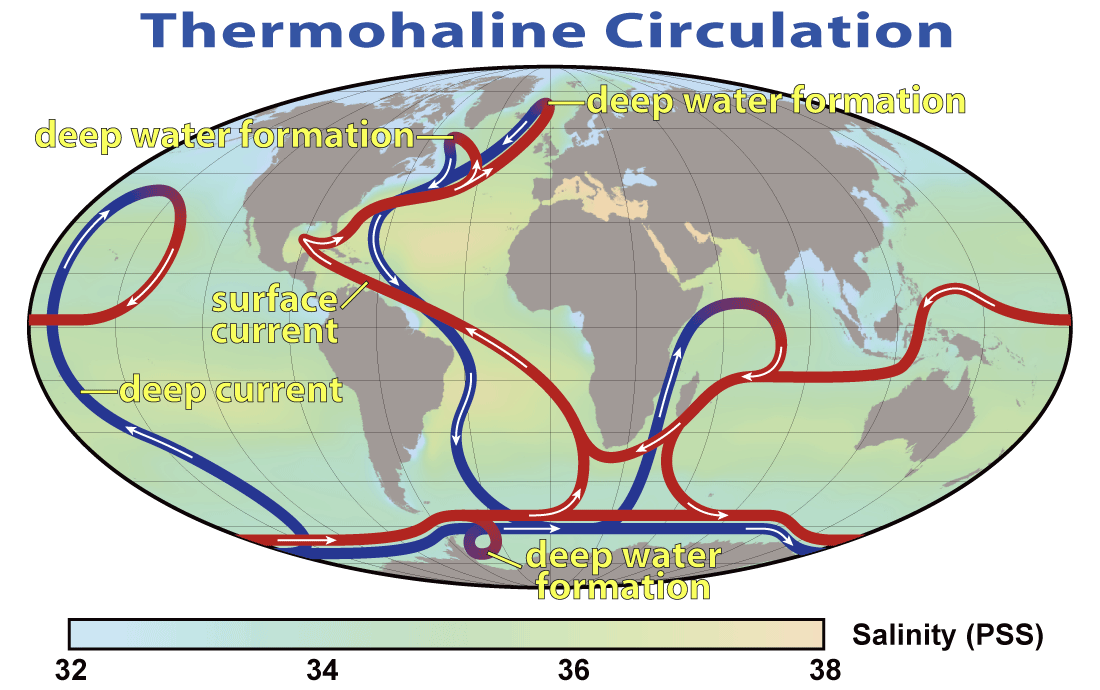
파란색은 글로벌 컨베이어 벨트를, 빨간색은 따뜻한 표면 해류를 나타낸다

표층 해류는 바다 표면에서 몇백 미터 깊이까지만 영향을 미치지만, 심층수의 이동으로 인해 해양 심층에서도 대규모 흐름이 발생한다. 주요 심층 해류는 전 세계 모든 대양을 통해 흐르며 열염순환 또는 글로벌 컨베이어 벨트라고 알려져 있다. 이 이동은 느리며, 염분과 온도 변화로 인한 물의 밀도 차이에 의해 발생한다. 고위도 지방에서는 낮은 대기 온도에 의해 물이 차가워지고, 해빙이 결정화되면서 염분도가 높아진다. 이 두 가지 요인 모두 물의 밀도를 높여 물이 가라앉게 한다. 그린란드 근처의 심해에서 이러한 물은 대서양 양쪽의 대륙 덩어리 사이를 남쪽으로 흐른다. 남극에 도달하면 더 많은 차갑고 가라앉는 물 덩어리와 합류하여 동쪽으로 흐른다. 그런 다음 두 개의 흐름으로 나뉘어 인도양과 태평양으로 북상한다. 여기에서 물은 점차 따뜻해지고 밀도가 낮아지며 표면으로 상승하여 다시 순환한다. 이 순환 패턴이 완료되는 데는 천 년이 걸린다.
환류 외에도 특정 조건에서 발생하는 일시적인 표층 해류가 있다. 파도가 비스듬히 해안에 부딪힐 때, 물이 해안선과 평행하게 밀려나가면서 장주기 해류가 생성된다. 물은 접근하는 파도에 대해 직각으로 해변으로 휘돌아 올라가지만, 중력의 영향으로 경사면 아래로 곧바로 흘러내린다. 부서지는 파도가 클수록, 해변이 길수록, 파도의 접근 각도가 비스듬할수록 장주기 해류는 강해진다. 이러한 해류는 엄청난 양의 모래나 자갈을 이동시키고, 사취를 만들고, 해변을 사라지게 하며 수로에 퇴적물을 쌓이게 할 수 있다. 이안류는 밀려오는 파도에 의해 물이 해안 근처에 쌓여 해저의 수로를 통해 바다로 빠져나갈 때 발생할 수 있다. 이는 모래톱의 틈이나 방사제와 같은 인공 구조물 근처에서 발생할 수 있다. 이러한 강한 해류는 초당 3 ft (0.9 m)의 속도를 가질 수 있으며, 조석의 다른 단계에서 다른 장소에서 형성될 수 있고 부주의한 목욕객을 휩쓸어갈 수 있다. 일시적인 용승 해류는 바람이 물을 육지에서 멀리 밀어내고 더 깊은 물이 그 자리를 채우기 위해 상승할 때 발생한다. 이 차가운 물은 종종 영양분이 풍부하며 식물성 플랑크톤의 증식과 바다 생산성의 엄청난 증가를 유발한다.

### 조석

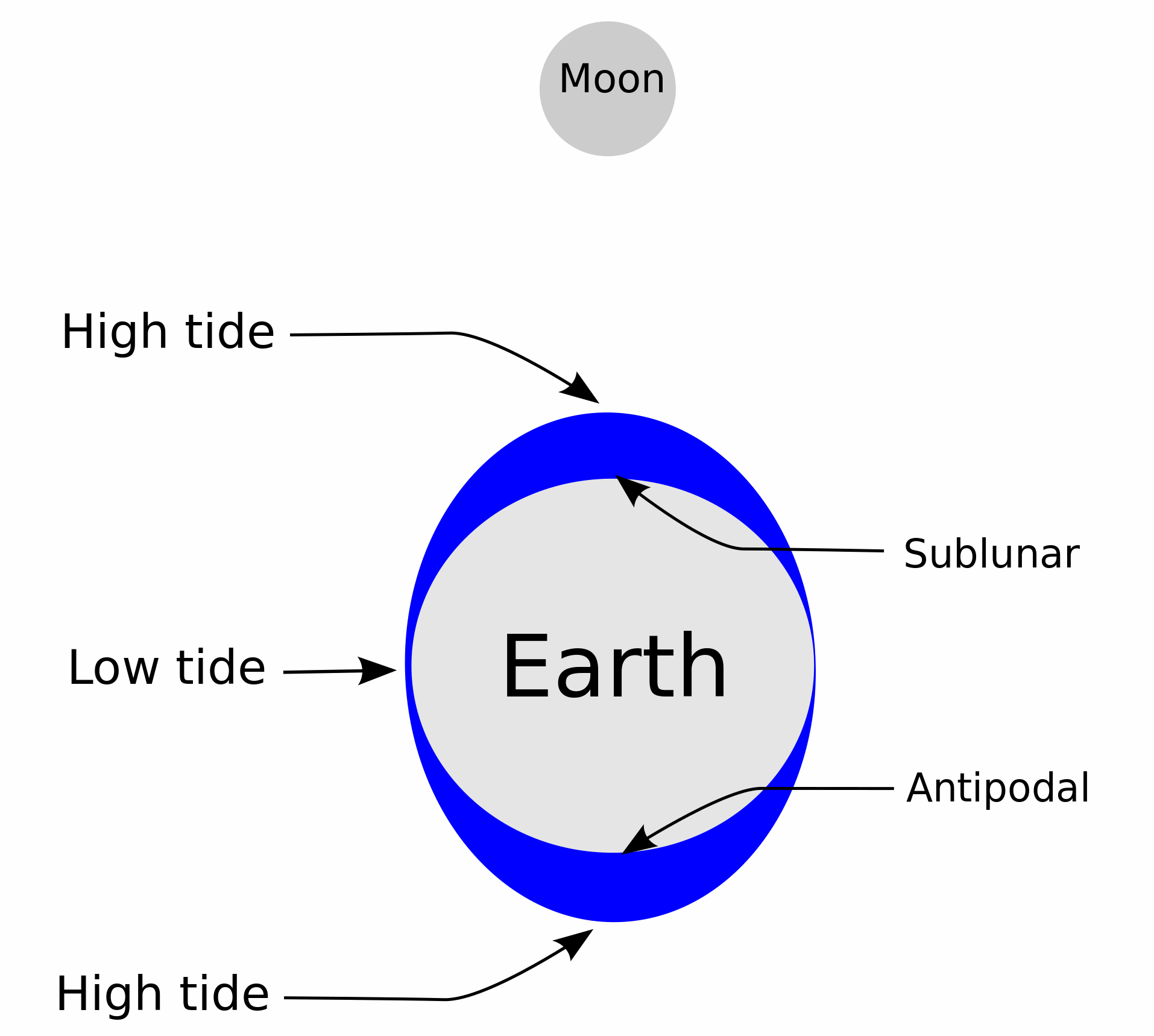
지구에서 달에 가장 가까운 지점과 가장 먼 지점에서의 만조(파란색)

조석은 달과 태양의 중력적 영향과 지구 자전의 효과에 반응하여 바다와 대양에서 경험하는 수위의 규칙적인 상승과 하강이다. 각 조석 주기 동안, 특정 장소에서 물은 "만조"라고 알려진 최대 높이까지 상승한 후, 최소 "간조" 수준까지 다시 빠져나간다. 물이 물러나면서, 조간대라고도 알려진 간조대가 점점 더 많이 드러난다. 만조와 간조 사이의 높이 차이를 조차 또는 조석 진폭이라고 한다.
대부분의 장소에서는 매일 두 번의 만조가 발생하며, 약 12시간 25분 간격으로 나타난다. 이는 지구가 한 바퀴 완전히 돌아서 관찰자에 대한 달의 이전 위치로 돌아오는 데 걸리는 24시간 50분의 절반이다. 달의 질량은 태양보다 약 2,700만 배 작지만, 지구에 400배 더 가깝다. 조석력은 거리가 멀어질수록 빠르게 감소하므로, 달은 태양보다 조석에 두 배 이상의 영향을 미친다. 지구에서 달에 가장 가까운 곳에서는 달의 중력 효과가 더 강하여 대양에 융기부가 형성된다. 지구의 반대편에서는 달의 힘이 가장 약하여 또 다른 융기부가 형성된다. 달이 지구 주위를 공전하면서 이러한 대양의 융기부도 지구 주위를 이동한다. 태양의 중력 인력도 바다에 작용하지만, 조석에 미치는 영향은 달보다 약하며, 태양, 달, 지구가 모두 정렬될 때(보름달과 초승달)는 결합된 효과로 높은 "대조"가 발생한다. 대조적으로, 지구에서 볼 때 태양이 달과 90°를 이룰 때(상현달과 하현달)는 조석에 미치는 결합된 중력 효과가 작아 낮은 "소조"가 발생한다.
폭풍해일은 강풍이 얕은 지역의 해안에 물을 쌓아올리고, 이것이 저기압 시스템과 결합하여 만조 시 해수면을 극적으로 상승시킬 수 있을 때 발생한다.

### 해분

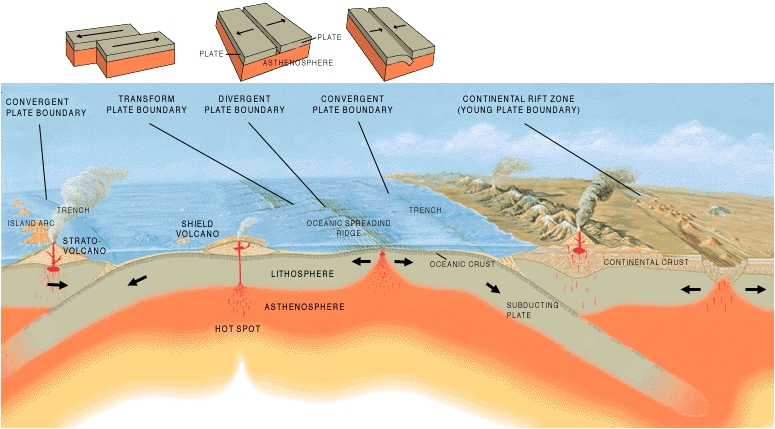
세 가지 유형의 판 경계

지구는 자기적인 중심 핵, 주로 액체인 맨틀, 그리고 지구의 암석 지각과 더 깊고 대부분 고체인 맨틀의 외층으로 구성된 단단한 외부 껍질(또는 암석권)로 이루어져 있다. 육지에서는 지각을 대륙 지각이라고 부르며, 바다 아래에서는 해양 지각이라고 부른다. 후자는 상대적으로 밀도가 높은 현무암으로 구성되어 있으며 두께는 약 5~10킬로미터(3~6마일)이다. 상대적으로 얇은 암석권은 아래의 더 약하고 뜨거운 맨틀 위에 떠 있으며 여러 판으로 나뉘어 있다. 해양 중앙에서는 인접한 판들 사이의 해저를 통해 해령을 형성하기 위해 마그마가 끊임없이 분출되며, 여기서는 맨틀 내의 대류가 두 판을 서로 멀리 밀어내는 경향이 있다. 이러한 해령과 해안에 더 가까운 곳에서는 하나의 해양판이 섭입이라는 과정에서 다른 해양판 아래로 미끄러져 들어갈 수 있다. 이곳에서는 깊은 해구가 형성되며, 이 과정은 판들이 서로 부딪히면서 마찰을 동반한다. 이러한 움직임은 갑작스럽게 진행되어 지진을 유발하고, 열이 발생하며, 마그마가 위로 밀려 올라와 수중 산을 형성하며, 이 중 일부는 깊은 해구 근처에서 화산섬 사슬을 형성할 수 있다. 육지와 바다 사이의 일부 경계 근처에서는 약간 더 밀도가 높은 해양판이 대륙판 아래로 미끄러져 들어가 더 많은 섭입 해구가 형성된다. 이들이 서로 마찰하면서 대륙판은 변형되고 휘어지며 산맥을 형성하고 지진 활동을 유발한다.
지구에서 가장 깊은 해구는 마리아나 해구로, 해저를 가로질러 약 2,500 킬로미터 (1,600 mi) 뻗어 있다. 이 해구는 서태평양의 화산 군도인 마리아나 제도 근처에 있다. 가장 깊은 지점은 해수면 아래 10.994킬로미터(약 7마일)이다.

### 해안

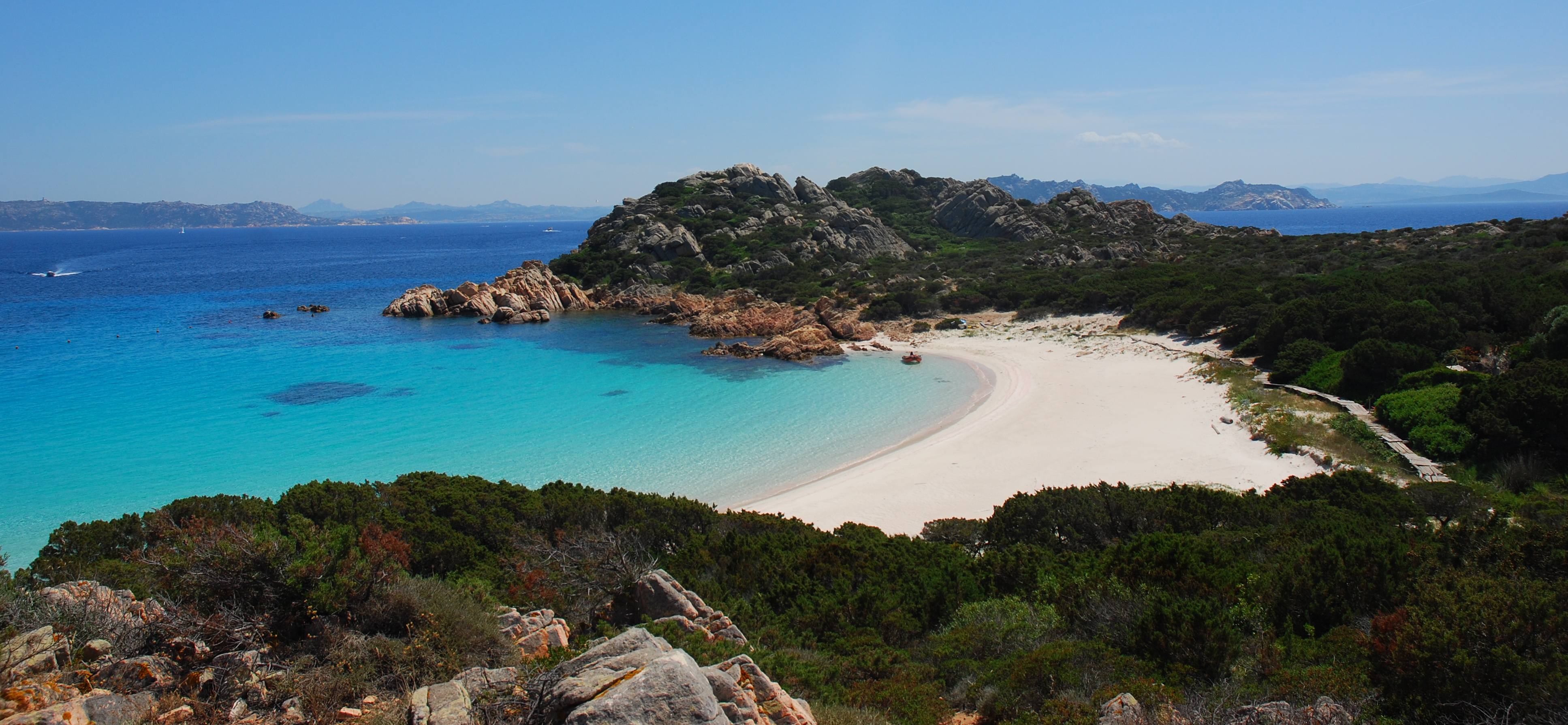
부델리의 해변. 부델리 해변은 Miniacina miniacea라는 미생물 파편의 존재로 인해 분홍색 모래로 유명하다.

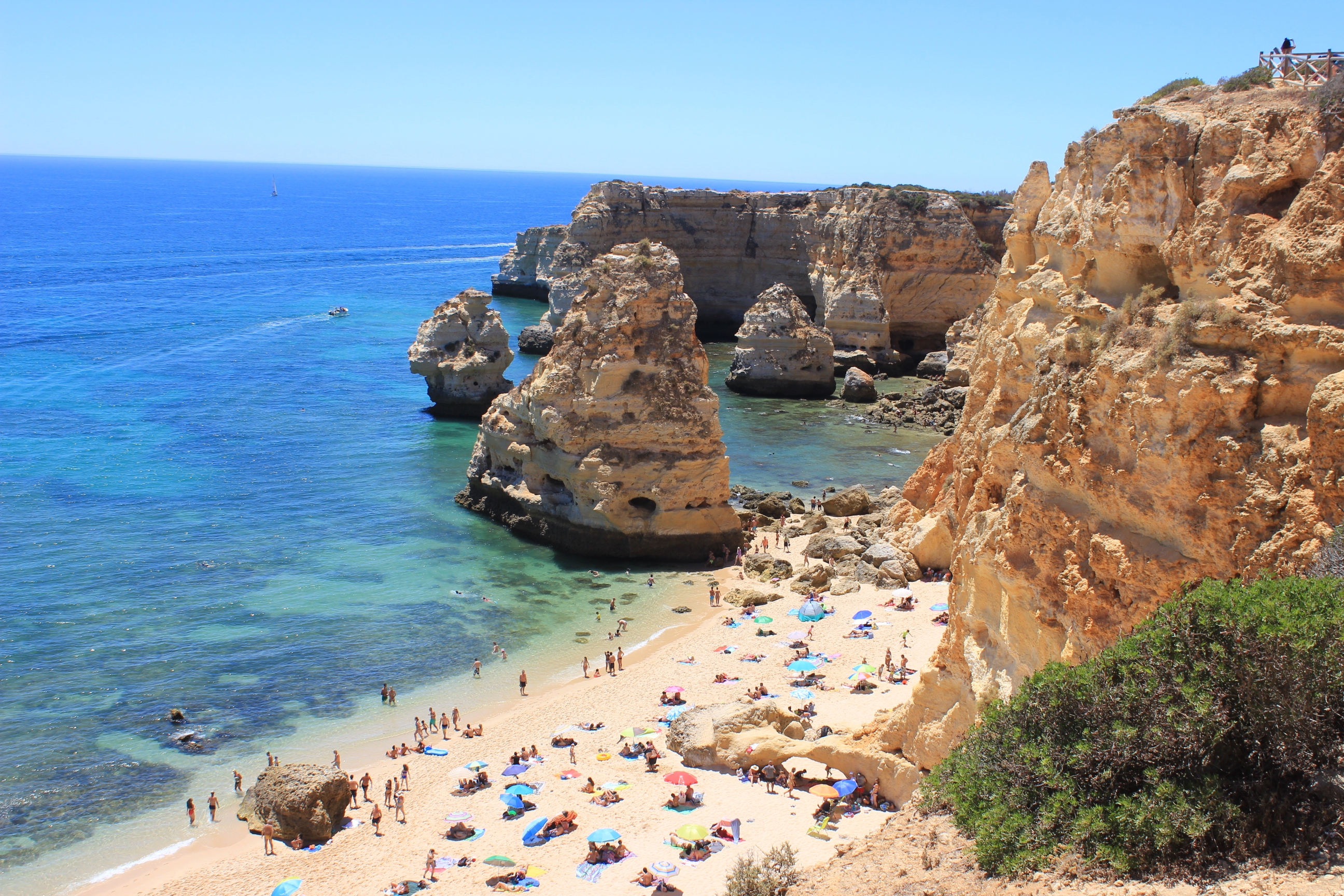
알가르브 지방의 마리냐 해변

육지와 바다가 만나는 곳을 연안이라고 하며, 최저 간조선과 물보라가 닿는 상한선 사이의 부분을 해안선이라고 한다. 해변은 해안에 쌓인 모래나 자갈이다. 헤드랜드는 바다로 튀어나온 육지의 지점으로, 더 큰 곶은 곶이라고 불린다. 해안선의 움푹 들어간 부분, 특히 두 개의 헤드랜드 사이를 만이라고 하며, 좁은 입구를 가진 작은 만은 코브라고 하고, 큰 만은 걸프라고 불릴 수 있다. 해안선은 해안에 도달하는 파도의 강도, 육지 경계의 경사, 해안 암석의 구성과 경도, 해안 외 경사의 경사, 그리고 지역적 융기 또는 침강으로 인한 육지 높이의 변화 등 여러 요인에 의해 영향을 받는다. 일반적으로 파도는 분당 6~8회 속도로 해안으로 밀려오며, 이들은 해변으로 물질을 이동시키는 경향이 있고 침식 효과가 거의 없어 건설적인 파도라고 불린다. 폭풍 파도는 해안에 빠르게 연속적으로 도달하며, 해변 물질을 해상으로 이동시키기 때문에 파괴적인 파도로 알려져 있다. 이 파도의 영향으로 해변의 모래와 자갈은 서로 부딪히고 마모된다. 만조 때, 절벽 바닥에 부딪히는 폭풍 파도의 힘은 균열과 틈새의 공기가 압축되었다가 압력이 해제되면서 빠르게 팽창하는 파괴적인 효과를 가진다. 동시에 모래와 자갈은 바위에 던져지면서 침식 효과를 나타낸다. 이는 절벽 아래를 침식하는 경향이 있으며, 이후 서리 작용과 같은 정상적인 풍화 과정이 뒤따라 더 많은 파괴를 일으킨다. 점차적으로 절벽 아래에 파도에 의해 잘린 플랫폼이 발달하며, 이는 보호 효과를 발휘하여 추가적인 파도 침식을 줄인다.
육지 가장자리에서 마모된 물질은 결국 바다로 흘러든다. 여기서 이 물질은 마모 작용을 받는데, 해안과 평행하게 흐르는 해류가 수로를 침식하고 모래와 자갈을 원래 위치에서 멀리 운반한다. 강에 의해 바다로 운반된 퇴적물은 해저에 쌓여 삼각주를 형성한다. 이 모든 물질은 파도, 조석, 해류의 영향으로 앞뒤로 움직인다. 준설은 물질을 제거하고 수로를 깊게 하지만, 해안선의 다른 곳에 예상치 못한 영향을 미칠 수 있다. 정부는 방파제, 해벽, 둑과 제방 및 기타 해상 방어 시설을 건설하여 육지의 홍수를 막기 위해 노력한다. 예를 들어, 템스 배리어는 런던을 폭풍해일로부터 보호하도록 설계되었으며, 허리케인 카트리나 동안 뉴올리언스 주변의 둑과 제방이 붕괴되면서 미국에서 인도주의적 위기가 발생했다.

### 물의 순환
바다는 물 또는 수문 순환에서 중요한 역할을 한다. 이 순환에서 물은 대양에서 증발하고, 증기 형태로 대기를 통해 이동하며, 응축되어 비나 눈으로 내리고, 이로써 육상 생명을 유지하며, 대부분 다시 바다로 돌아간다. 비가 거의 오지 않는 아타카마 사막에서도 카만차카라고 알려진 짙은 안개 구름이 바다에서 불어와 식물 생명을 유지시킨다.
중앙 아시아 및 기타 넓은 육지에는 바다로 나가는 출구가 없는 내륙유역이 있으며, 물이 빠져나가는 것을 막는 산이나 기타 자연 지질적 특징으로 대양과 분리되어 있다. 카스피해는 이들 중 가장 크다. 주요 유입원은 볼가강이며, 유출이 없고 물의 증발로 인해 용해된 광물이 축적되어 염분을 띠게 된다. 카자흐스탄과 우즈베키스탄의 아랄해와 미국 서부의 피라미드호 (네바다주)는 배수되지 않는 대규모 내륙 염수역의 추가 사례이다. 일부 내륙 호수는 염분이 적지만, 모두 유입되는 물의 질량 변동에 민감하다.

### 탄소 순환
해양은 세계에서 가장 많은 양의 활발하게 순환되는 탄소를 포함하며, 저장하는 탄소의 양에서는 암석권 다음으로 두 번째이다. 대양의 표층은 대기와 빠르게 교환되는 많은 양의 용존 유기 탄소를 보유하고 있다. 심층의 총 무기 탄소 농도는 표층보다 약 15% 높으며 훨씬 더 오랜 기간 동안 그곳에 머무른다. 열염순환은 이 두 층 사이에서 탄소를 교환한다.
탄소는 대기 중 이산화 탄소가 표층에 용해되어 탄산, 탄산염, 탄산수소염으로 전환되면서 대양으로 들어간다.
CO2 (기체)  CO2 (수용액)
CO2 (수용액) + H2O  H2CO3
H2CO3  HCO3− + H+
HCO3−  CO32− + H+
또한 강을 통해 용존 유기 탄소 형태로 유입될 수도 있으며, 광합성 생물에 의해 유기 탄소로 전환된다. 이는 먹이 사슬을 통해 교환되거나 죽은 연체 조직으로 심층의 탄소-풍부 층으로 침전되거나 껍질과 뼈에 탄산 칼슘 형태로 침전될 수 있다. 이 층에서 오랫동안 순환하다가 퇴적물로 침전되거나 열염순환을 통해 표층수로 돌아온다.

## 바다 속 생물

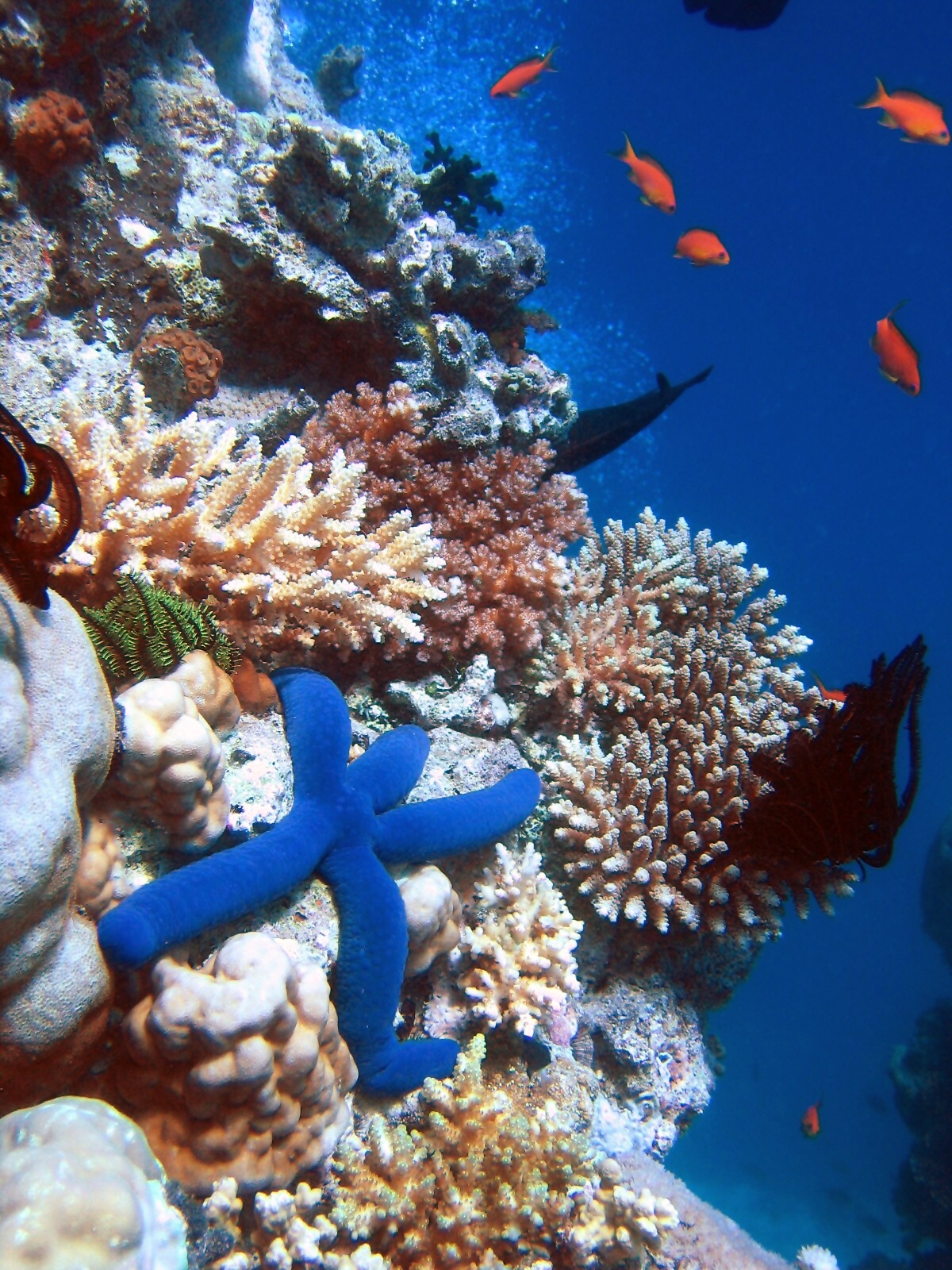
산호초는 세계에서 가장 생물 다양성이 높은 서식지 중 하나이다.

대양은 서식지로 활용하는 다양한 생명체들의 고향이다. 햇빛이 상층부에만 비치므로, 대양의 대부분은 영원한 어둠 속에 존재한다. 깊이와 온도에 따라 각기 다른 종들에게 고유한 서식지를 제공하기 때문에, 해양 환경 전체는 엄청난 생명 다양성을 포함한다. 해양 서식지는 표층수에서 가장 깊은 해구까지 다양하며, 여기에는 산호초, 다시마숲, 해초 목초지, 조간대 웅덩이, 진흙, 모래 및 암석 해저, 그리고 개방된 해수대가 포함된다. 바다에 사는 생물들은 길이 30 미터 (98 피트)에 달하는 고래부터 미세한 식물성 플랑크톤과 동물성 플랑크톤, 균류, 세균에 이른다. 해양 생물은 광합성 생물이 용해된 이산화 탄소를 유기 탄소로 전환하기 때문에 탄소 순환에서 중요한 역할을 하며, 인간에게 식량으로 사용되는 물고기를 제공한다는 점에서 경제적으로 중요하다.(pp. 204–229)
생명은 바다에서 시작되었을 수 있으며, 모든 주요 동물 문이 바다에 존재한다. 과학자들은 생명이 바다의 어느 곳에서 정확히 발생했는지에 대해 의견이 다르다. 밀러-유리 실험은 개방 수역의 희석된 화학 "수프"를 제안했지만, 최근 제안에는 화산 열수 분출구, 미세한 점토 퇴적물 또는 심해 "블랙 스모커" 열수 분출구가 포함되는데, 이들 모두 초기 지구 대기에 의해 차단되지 않던 유해한 자외선으로부터 보호를 제공했을 것이다.(pp. 138–140)

### 해양 서식지
해양 서식지는 수평적으로 해안 서식지와 개방 해양 서식지로 나눌 수 있다. 해안 서식지는 해안선에서 대륙붕 가장자리까지 확장된다. 대륙붕 지역이 전체 해양 면적의 7%만을 차지함에도 불구하고 대부분의 해양 생물은 해안 서식지에서 발견된다. 개방 해양 서식지는 대륙붕 가장자리 너머의 심해에서 발견된다. 또는 해양 서식지는 수직적으로 부유성 (개방 수역), 저층성 (해저 바로 위) 및 저서성 (해저) 서식지로 나눌 수 있다. 세 번째 구분은 위도에 따른 것으로, 빙붕, 해빙, 빙산이 있는 극지방 바다부터 온대 및 열대 해역까지 다양하다.(pp. 150–151)
"바다의 열대우림"이라 불리는 산호초는 전 세계 해양 표면의 0.1% 미만을 차지하지만, 그 생태계는 전체 해양 종의 25%를 포함한다. 가장 잘 알려진 것은 호주의 그레이트배리어리프와 같은 열대 산호초이지만, 냉수 산호초에는 산호(이 중 6종만이 산호초 형성에 기여함)를 포함하여 다양한 종이 서식한다.(pp. 204–207)

### 조류와 식물
해양 일차 생산자 – 식물과 플랑크톤 내의 미생물 – 은 광범위하게 분포하며 생태계에 매우 필수적이다. 세계 산소의 절반이 식물성 플랑크톤에 의해 생산되는 것으로 추정된다. 바다의 일차생산량의 약 45%는 돌말류가 기여한다. 일반적으로 바닷말로 알려진 훨씬 더 큰 조류는 지역적으로 중요하다. 사르가숨은 부유하는 퇴적물을 형성하며, 다시마는 해저 숲을 형성한다.(pp. 246–255) 속씨식물인 해초는 모래가 얕은 곳에 "초원"을 형성하며 자라며, 맹그로브는 열대 및 아열대 지역의 해안선을 따라 늘어서 있고 염생식물은 주기적으로 침수되는 염습지에서 번성한다. 이 모든 서식지는 많은 양의 탄소를 격리하고 다양한 생물다양성의 크고 작은 동물 생물을 지원할 수 있다.
빛은 상위 200 미터 (660 ft)까지만 침투할 수 있으므로, 이곳이 식물이 자랄 수 있는 유일한 바다 부분이다. 표층은 종종 생물학적으로 활성인 질소 화합물이 부족하다. 해양 질소 순환은 질소 고정, 동화, 질산화, 아나목스, 탈질화를 포함하는 복잡한 미생물 변형으로 구성된다. 이러한 과정 중 일부는 깊은 물에서 일어나므로, 차가운 물이 용승하는 곳과 육지에서 공급되는 영양분이 있는 어귀 근처에서 식물 성장이 더 활발하다. 이는 플랑크톤과 어류가 풍부하여 가장 생산적인 지역이 주로 해안임을 의미한다.(pp. 160–163)

### 동물과 다른 해양 생물

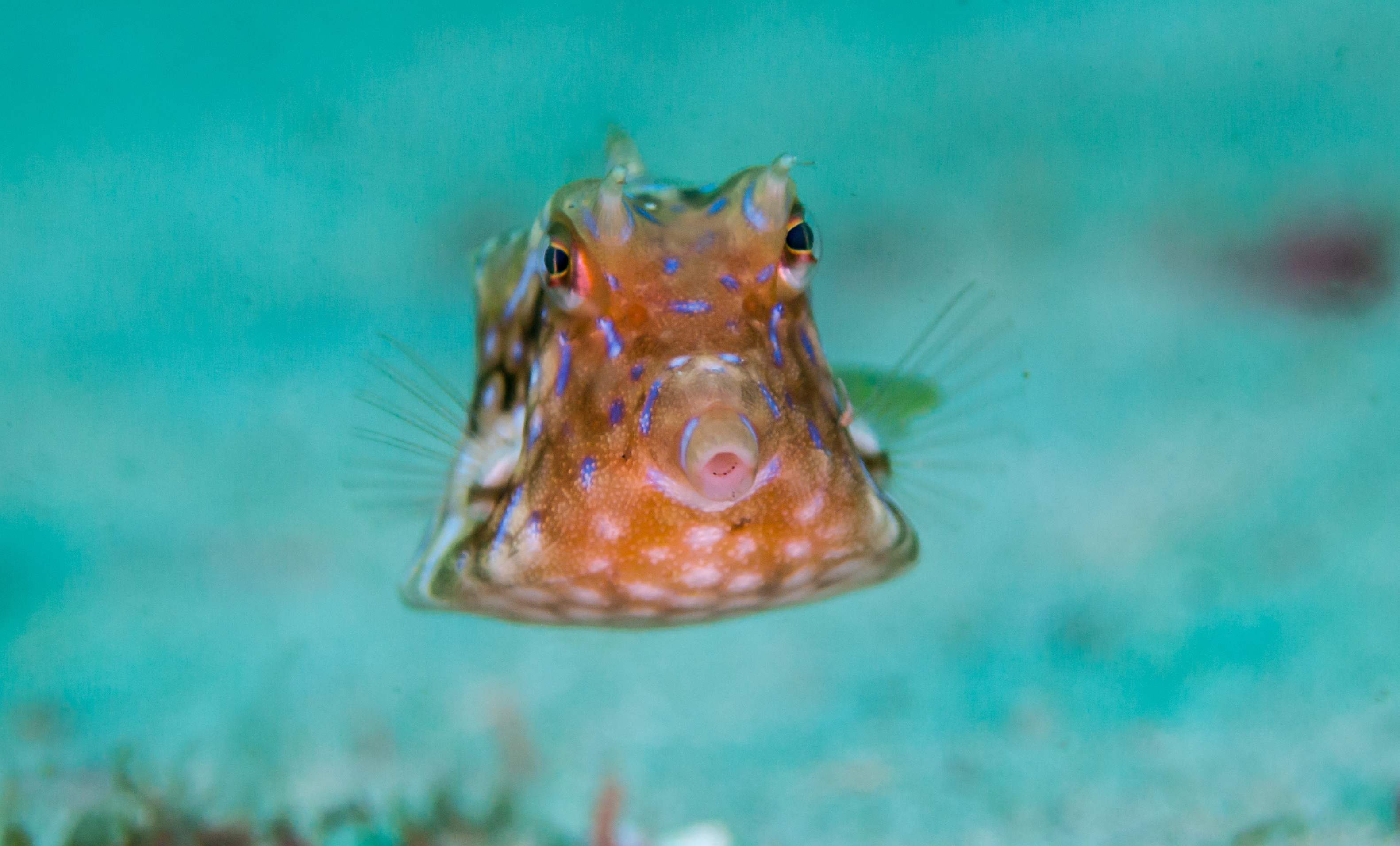
라코토리아 포르나시니

육지보다 바다에는 더 넓은 범위의 고등 동물 분류군이 존재하며, 아직 과학에 알려지지 않은 많은 해양 종이 매년 증가하고 있다. 바닷새, 기각류, 바다거북상과와 같은 일부 척추동물은 번식을 위해 육지로 돌아오지만, 물고기, 고래류, 바다뱀은 완전히 수생 생활을 하며, 많은 무척추동물 문은 전적으로 해양성이다. 사실, 대양은 생명으로 가득하며 다양한 미세 서식지를 제공한다. 이들 중 하나는 표면막인데, 파도의 움직임에 의해 흔들리면서도 풍부한 환경을 제공하며 세균, 균류, 미세 조류, 원생동물, 물고기 알 및 다양한 유생들의 서식지이다.
해수대에는 대형 및 미세동물상과 수많은 동물성 플랑크톤이 해류를 따라 표류한다. 가장 작은 생물 중 대부분은 물고기 및 해양 무척추동물의 유생으로, 성체로 생존할 확률이 매우 낮기 때문에 엄청난 수의 알을 방출한다. 동물성 플랑크톤은 식물성 플랑크톤과 서로를 먹고 살며, 다양한 크기의 물고기 및 기타 유영 생물로부터 큰 오징어, 상어, 쇠돌고래, 돌고래, 고래에 이르는 복잡한 먹이 사슬의 기본을 이룬다. 일부 해양 생물은 계절적으로 대양의 다른 지역으로 대규모 이동을 하거나, 매일 수직 이동을 하여 종종 밤에 먹이를 찾아 상승하고 낮에는 안전을 위해 하강한다. 선박은 밸러스트수 배출이나 선체에 오손군집으로 축적된 생물의 운반을 통해 침입종을 유입하거나 확산시킬 수 있다.
저어대는 저서생물을 먹거나 포식자로부터 보호를 찾는 많은 동물을 지탱하며, 해저면은 기질 표면 위 또는 아래에 다양한 서식지를 제공하여 이러한 조건에 적응한 생물들이 사용한다. 주기적으로 건조한 공기에 노출되는 조간대에는 만각류, 연체동물, 갑각류가 서식한다. 내해대에는 번성하기 위해 빛이 필요한 많은 생물들이 있다. 이곳에는 조류가 뒤덮인 바위들 사이에 해면동물, 극피동물, 다모류 벌레, 말미잘 및 기타 무척추동물들이 서식한다. 산호는 종종 광합성 공생 생물을 포함하며 빛이 투과하는 얕은 물에 산다. 이들이 분비하는 광범위한 석회질 골격은 산호초를 형성하여 해저의 중요한 특징이 된다. 이들은 암초에 사는 생물들에게 생물다양성이 풍부한 서식지를 제공한다. 깊은 바다 바닥에는 해양 생물이 적지만, 심해에서 솟아오르는 해산 주변에서도 해양 생물이 번성하며, 물고기 및 다른 동물들이 번식하고 먹이를 찾기 위해 모여든다. 해저 근처에는 주로 유영동물 또는 저서 무척추동물을 먹는 저어가 서식한다. 잠수정을 이용한 심해 탐사는 과학자들이 이전에 존재한다고 알지 못했던 해저 생물들의 새로운 세계를 드러냈다. 일부 부식동물은 해저로 떨어지는 유기 물질에 의존한다. 다른 생물들은 해저에서 광물이 풍부한 물줄기가 나오는 심해 열수분출공 주변에 모여들며, 이곳에서는 황화물 산화 화학합성 독립영양생물 세균이 일차 생산자 역할을 하고, 특화된 이매패류, 말미잘, 따개비, 게, 벌레, 물고기 등이 소비자 역할을 하는데, 이들은 종종 다른 곳에서는 발견되지 않는다.(p. 212) 죽은 고래가 해저로 가라앉으면 황 환원 세균의 작용에 주로 의존하는 생물 군집에게 먹이를 제공한다. 이러한 장소는 많은 새로운 미생물과 다른 생명체가 발견된 독특한 생물군계를 지원한다.

## 인간과 바다

### 항해 및 탐험의 역사

기원전 3000년경부터 시작된 오스트로네시아족의 해상 이동 및 확산 지도

인류는 바다를 항해하는 선박을 처음 건조한 이래로 바다를 여행해 왔다. 메소포타미아인들은 역청을 사용하여 갈대배에 코킹을 하고, 얼마 후에는 돛대가 달린 돛을 사용했다. 기원전 3000년경까지 오스트로네시아족은 타이완에서 해양 동남아시아로 퍼지기 시작했다. 이후 라피타족은 뛰어난 항해술을 선보이며 비스마르크 제도에서 피지, 통가, 사모아까지 확장되었다. 그들의 후손인 폴리네시아인들은 아웃리거 카누를 타고 하와이주, 이스터섬 (라파 누이), 뉴질랜드를 포함한 많은 새로운 섬들을 발견하며 수천 마일을 계속해서 여행했다.
고대 이집트인과 페니키아인은 지중해와 홍해를 탐험했으며, 이집트인 한누는 기원전 2750년경 아라비아반도와 아프리카 해안에 도달했다. 기원전 1천년경, 페니키아인과 그리스인들은 지중해와 흑해 전역에 식민지를 건설했다. 기원전 500년경, 카르타고 항해자 한노는 적어도 세네갈과 어쩌면 카메룬산까지 도달한 대서양 항해에 대한 상세한 페리플루스를 남겼다. 중세 초기에는 바이킹족이 북대서양을 건너 심지어 북미 북동쪽 끝까지 도달했다. 노브고로드인들도 13세기 또는 그 이전에 백해를 항해했다. 한편, 동아시아와 남아시아 해안을 따라서는 아랍과 중국 상인들이 바다를 이용했다. 중국 명나라는 15세기 초 정화 휘하에 317척의 선박과 37,000명의 병력을 거느리고 인도양과 태평양을 항해했다.(pp. 12–13) 15세기 후반, 서유럽의 항해자들은 무역을 위한 탐험 항해를 시작했다. 바르톨로메우 디아스는 1487년에 희망봉을 돌았고, 바스쿠 다 가마는 1498년에 희망봉을 경유하여 인도에 도달했다. 크리스토퍼 콜럼버스는 1492년에 카디스에서 출항하여 서쪽으로 항해하여 인도와 일본의 동부 지역에 도달하려 했다. 그는 대신 카리브해의 한 섬에 상륙했으며, 몇 년 후 베네치아 항해사 존 캐벗은 뉴펀들랜드에 도달했다. 아메리카의 이름이 유래된 이탈리아인 아메리고 베스푸치는 1497년에서 1502년 사이에 남아메리카 해안선을 탐험하며 아마존강의 입구를 발견했다.(pp. 12–13) 1519년 포르투갈 항해사 페르디난드 마젤란은 스페인의 마젤란-엘카노 원정을 이끌었으며, 이는 세계 최초의 세계 일주 항해가 되었다.(pp. 12–13)

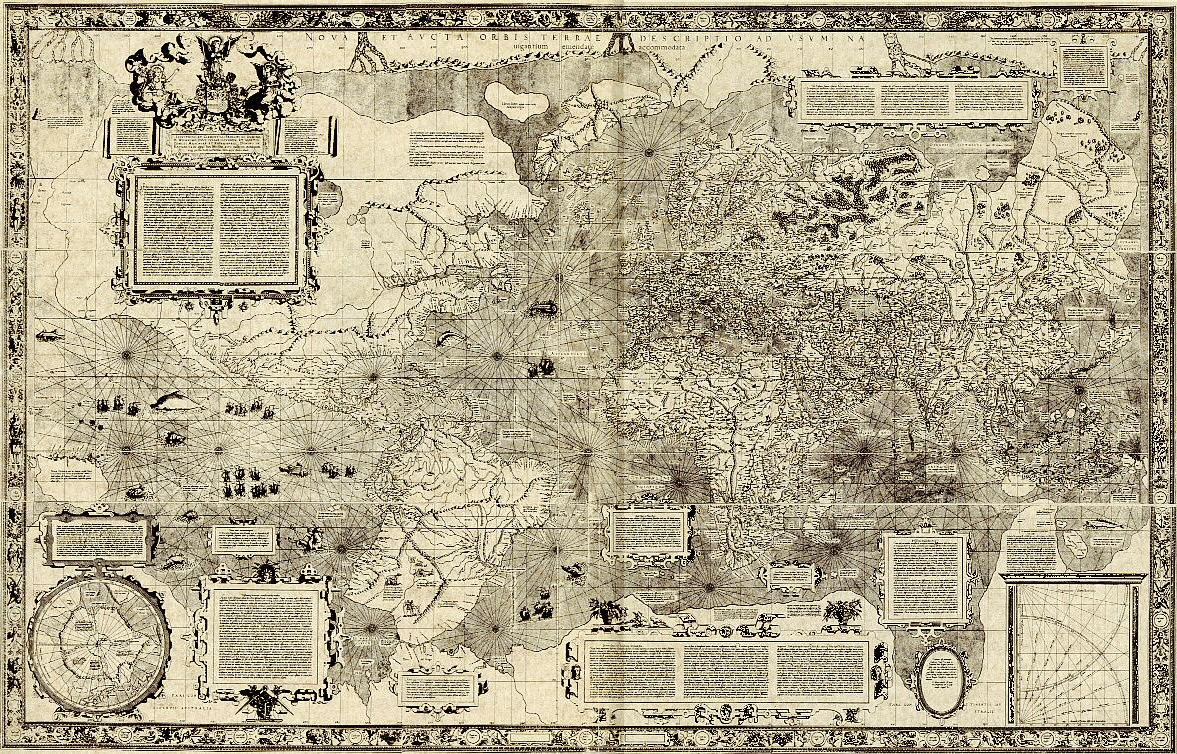
게라르두스 메르카토르의 1569년 세계 지도. 구세계의 해안선은 아메리카 대륙과 달리 상당히 정확하게 묘사되어 있다. 고위도 지역(북극, 남극)은 이 투영법에서 크게 확대되어 있다.

나침반은 고대 그리스인과 중국인에 의해 북쪽 방향과 배의 진행 방향을 표시하는 데 처음 사용되었다. 위도(적도에서 0°, 극에서 90°까지 범위의 각도)는 성반, 직각기 또는 육분의를 사용하여 태양, 달 또는 특정 별과 지평선 사이의 각도를 측정하여 결정했다. 경도(두 극을 잇는 지구상의 선)는 그리니치 자오선과 같은 고정점과 선박 간의 정확한 시간 차이를 보여주는 정확한 크로노미터로만 계산할 수 있었다. 1759년 시계 제작자 존 해리슨은 이러한 기구를 설계했으며, 제임스 쿡은 자신의 탐험 항해에 이를 사용했다. 오늘날에는 30개 이상의 위성을 사용하는 GPS를 통해 전 세계에서 정확한 항해가 가능하다.
항해에 필수적인 지도의 경우, 2세기에 프톨레마이오스는 "포르투나테 제도", 카보베르데 또는 카나리아 제도에서 동쪽으로 타이만까지 알려진 전 세계를 지도에 그렸다. 이 지도는 1492년 크리스토퍼 콜럼버스가 탐험 항해를 시작할 때 사용되었다. 이후 게라르두스 메르카토르는 1538년에 실용적인 세계 지도를 만들었는데, 그의 지도 투영법은 편리하게 항정선을 직선으로 만들었다.(pp. 12–13) 18세기까지 더 나은 지도가 제작되었으며, 제임스 쿡의 항해 목표 중 일부는 해양 지도를 더 상세히 그리는 것이었다. 투스카로라호의 수심 기록, 챌린저 항해 (1872~1876)의 해양 연구, 스칸디나비아 선원 로알 아문젠과 프리티오프 난센의 작업, 1910년 미하엘 사르스 탐사, 1925년 독일 메테오르 탐사, 1932년 디스커버리 II의 남극 측량 작업 등 이후에도 과학적 연구는 계속되었다. 또한, 1921년에는 국제 수로 기구 (IHO)가 설립되었으며, 이 기구는 수로 측량 및 해상 해도 작성에 관한 세계적인 권위 기관이다. 1986년에 네 번째 초안이 발표되었지만, 현재까지 동해 이름 분쟁과 같은 몇몇 명칭 분쟁으로 인해 비준되지 못하고 있다.

### 해양학 및 심해 탐사의 역사
과학적인 해양학은 1768년부터 1779년까지 제임스 쿡 선장의 항해와 함께 시작되었으며, 71도 남위에서 71도 북위까지 태평양을 전례 없는 정확도로 기술했다.(p. 14) 존 해리슨의 크로노미터는 쿡의 두 차례 항해에서 정확한 항해와 해도 작성을 지원하여 이후 작업의 표준을 영구적으로 개선했다.(p. 14) 19세기에는 러시아, 프랑스, 네덜란드, 미국, 영국 등에서 다른 탐험들이 뒤따랐다.(p. 15) 1859년 찰스 다윈에게 종의 기원에 대한 아이디어와 자료를 제공한 HMS 비글호의 함장 로버트 피츠로이는 바다와 해안을 조사하고 1839년에 세 차례 항해에 대한 4권의 보고서를 출판했다.(p. 15) 에드워드 포브스의 1854년 저서 《해양 생물의 분포》는 약 600 미터 (2,000 피트) 아래에서는 생물이 존재할 수 없다고 주장했다. 이는 1868년 영국의 생물학자 W. B. 카펜터와 C. 와이빌 톰슨이 준설을 통해 심해에서 생물을 발견함으로써 틀렸음이 입증되었다.(p. 15) 와이빌 톰슨은 1872년에서 1876년까지의 챌린저 탐사의 수석 과학자가 되었으며, 이는 사실상 해양학이라는 학문을 창시했다.(p. 15)
HMS 챌린저는 68,890-해리 (127,580 km)의 지구 일주 항해 동안 약 4,700종의 새로운 해양 종을 발견했으며, 492번의 심해 음향 측정, 133번의 해저 준설, 151번의 개방 수역 트롤, 263번의 연속 수온 관측을 수행했다. 1898/1899년 남대서양에서는 카를 춘이 발디비아 호를 타고 4,000 미터 (13,000 ft) 이상의 깊이에서 많은 새로운 생명체를 표면으로 가져왔다. 심해 동물의 자연 환경에서의 첫 관찰은 1930년 윌리엄 비브와 오티스 바턴이 구형 강철 바티스피어에서 434 미터 (1,424 ft)까지 하강하면서 이루어졌다. 이것은 케이블로 내려졌지만, 1960년에는 자크 피카르가 개발한 자체 추진 잠수정 트리에스테가 피카르와 돈 월시를 지구 대양에서 가장 깊은 곳인 태평양의 마리아나 해구로 데려가 약 10,915 미터 (35,810 ft)의 기록적인 깊이에 도달했다. 이 기록은 2012년 제임스 카메론이 딥씨 챌린저를 비슷한 깊이로 조종할 때까지 깨지지 않았다. 심해 잠수복은 심해 작업에 착용할 수 있으며, 2006년에는 미 해군 잠수사가 이러한 관절형 가압복을 입고 2,000 피트 (610 m)까지 하강하여 새로운 세계 기록을 세웠다.
깊은 수심에서는 위에서 빛이 투과되지 않으며 압력이 극심하다. 심해 탐사를 위해서는 조명과 카메라가 장착된 무인 잠수정 또는 유인 잠수정과 같은 특수 차량을 사용해야 한다. 배터리로 작동하는 미르 잠수정은 3인승이며 20,000 피트 (6,100 m)까지 하강할 수 있다. 이 잠수정에는 관측창, 5,000와트 조명, 비디오 장비, 그리고 샘플을 수집하거나 탐사 장비를 설치하거나 추진기가 과도한 퇴적물을 일으킬 때 해저를 가로질러 차량을 밀어낼 수 있는 조작팔이 장착되어 있다.
수심 측량은 해저의 지형을 매핑하고 연구하는 것이다. 해수심 측정에 사용되는 방법으로는 단일 또는 다중 빔 음향측심기, 레이저 항공 수심측정기 및 위성 원격 감지 데이터로부터의 수심 계산 등이 있다. 이 정보는 해저 케이블 및 파이프라인의 경로를 결정하고, 유정 및 해상 풍력 터빈의 적합한 위치를 선정하며, 잠재적인 새로운 어장을 식별하는 데 사용된다.
진행 중인 해양학 연구에는 해양 생물, 보존, 해양 환경, 해양 화학, 기후 역학의 연구 및 모델링, 해수면 경계, 날씨 패턴, 해양 자원, 재생 에너지, 파도 및 해류, 그리고 심해 조사를 위한 새로운 도구 및 기술의 설계 및 개발이 포함된다. 1960년대와 1970년대에는 분류학과 기초 생물학에 초점을 맞출 수 있었던 반면, 2010년대에는 기후변화와 같은 더 큰 주제로 관심이 옮겨졌다. 연구자들은 표층수를 위해 위성 기반의 원격탐사를 활용하며, 연구 선박, 계류 관측소 및 자율 수중 차량을 사용하여 바다의 모든 부분을 연구하고 모니터링한다.

### 법률
"공해의 자유"는 17세기부터 시작된 국제법 원칙이다. 이 원칙은 대양을 항해할 자유를 강조하고 공해에서 벌어지는 전쟁을 반대한다. 오늘날 이 개념은 1994년 발효된 해양법에 관한 유엔 협약 (UNCLOS)의 세 번째 버전에서 명시되어 있다. 제87조 (1)항은 "공해는 연안국이든 내륙국이든 모든 국가에 개방된다"고 명시하고 있다. 제87조 (1)항 (a)부터 (f)까지는 항해, 상공 비행, 해저 통신 케이블 부설, 인공섬 건설, 어업, 과학 연구를 포함한 비제한적 자유 목록을 제시한다. 해상 운송의 안전은 국제 해사 기구에 의해 규제된다. 이 기구의 목표는 해상 운송, 해상 안전, 환경 문제, 법률 문제, 기술 협력 및 해상 보안을 위한 규제 체계를 개발하고 유지하는 것을 포함한다.
UNCLOS는 다양한 수역을 정의한다. "내수"는 기선의 육지 쪽에 있으며 외국 선박은 이곳에서 통항권이 없다. "영해"는 해안선에서 12 해리 (22 킬로미터; 14 마일)까지 확장되며, 이 수역에서는 연안국이 법률을 제정하고 사용을 규제하며 모든 자원을 개발할 자유가 있다. 추가로 12 해리까지 확장되는 "접속 수역"은 세관, 세금, 이민, 오염의 네 가지 특정 분야에서 법률 위반이 의심되는 선박에 대한 추적권을 허용한다. "배타적 경제 수역"은 기선에서 200 해리 (370 킬로미터; 230 마일)까지 확장된다. 이 지역 내에서 연안국은 모든 천연자원에 대한 배타적인 개발권을 가진다. "대륙붕"은 육지 영토의 자연적 연장으로 대륙 주변의 외곽 가장자리까지, 또는 연안국 기선에서 200해리 중 더 긴 쪽까지이다. 여기서 연안국은 광물과 해저에 "부착된" 생물 자원을 채취할 배타적 권리를 가진다.

### 전쟁

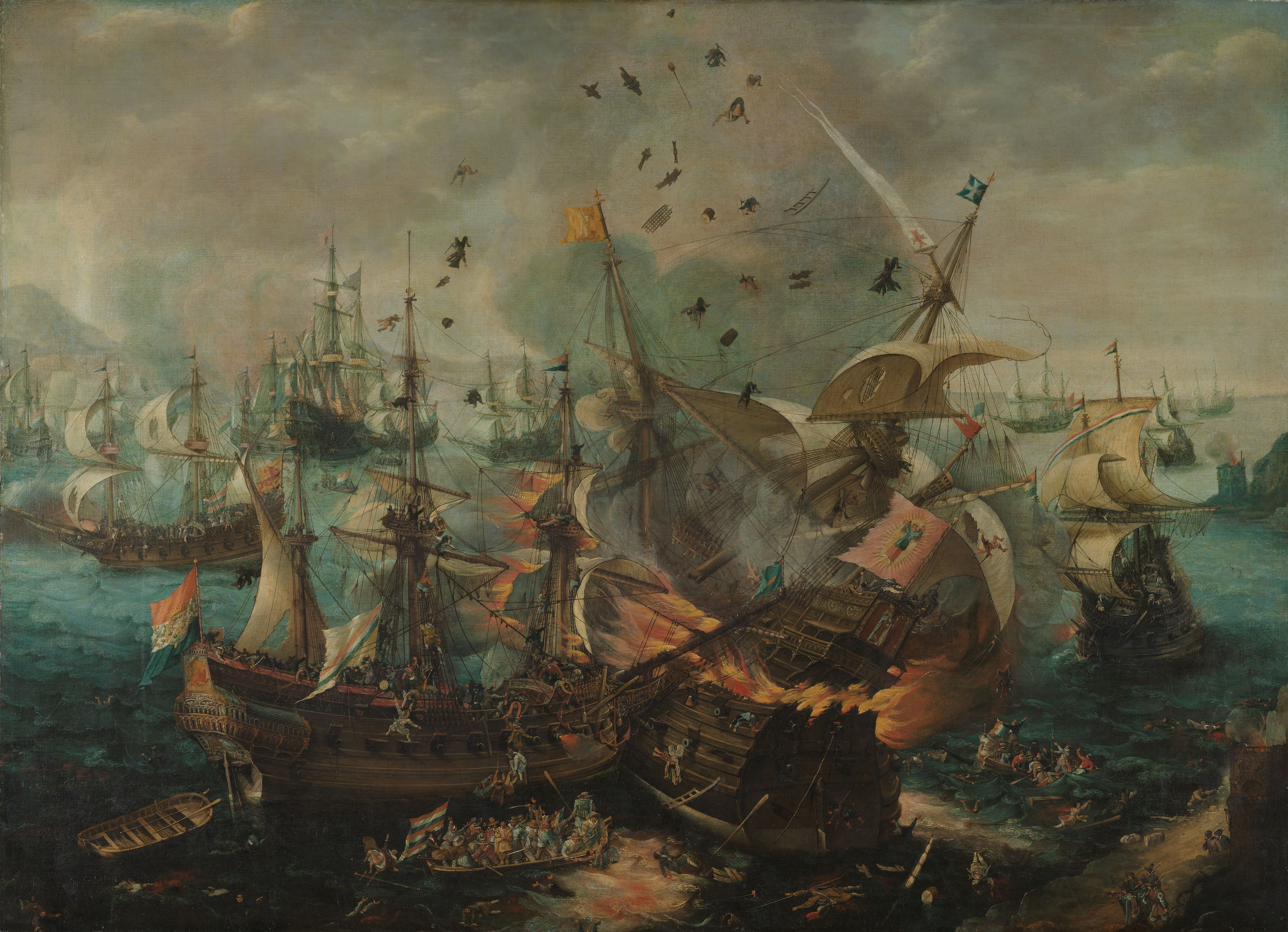
코르넬리스 클라스 판 비어링언이 그린 1607년 4월 25일 지브롤터 해전 중 스페인 기함 폭발 장면. 이전에는 헨드릭 코르넬리스 흐롬의 작품으로 알려져 있었다.

해상 통제는 해양 국가의 안보에 중요하며, 항구의 해군 봉쇄는 전시 식량과 보급품을 차단하는 데 사용될 수 있다. 해전은 3,000년 이상 벌어져 왔다. 기원전 약 1210년, 히타이트 왕 수필룰리우마 2세는 알라시야 (현 키프로스) 함대를 격파하고 불태웠다. 기원전 480년 결정적인 살라미스 해전에서 그리스 장군 테미스토클레스는 크세르크세스 페르시아 왕의 훨씬 큰 함대를 좁은 해협에 가두어 맹렬히 공격하여 그리스 선박 40척을 잃고 페르시아 선박 200척을 파괴했다. 범선 시대 말기, 허레이쇼 넬슨이 이끄는 영국 왕립 해군은 1805년 트라팔가르 해전에서 프랑스와 스페인 연합 함대의 힘을 분쇄했다.
증기선과 강철판의 산업 생산과 함께 장거리 포를 장비한 드레드노트급 전함의 형태로 화력이 크게 증가했다. 1905년 일본 함대는 쓰시마 해전에서 18,000 해리 (33,000 km) 이상을 항해한 러시아 함대를 결정적으로 격파했다. 드레드노트급 전함은 제1차 세계 대전에서 1916년 유틀란트 해전에서 영국 왕립 해군의 대양함대와 독일 황립해군의 대양함대 사이에서 결론 없이 싸웠다. 제2차 세계 대전에서는 1940년 타란토 전투에서 영국군의 승리가 가장 큰 전함조차도 해군 항공력으로 제압할 수 있음을 보여주었으며, 이는 산호해 해전, 미드웨이 해전, 필리핀해 해전, 그리고 가장 극적인 레이테만 전투를 포함한 태평양 전쟁의 결정적인 해전을 예고했다. 이 모든 전투에서 지배적인 함선은 항공모함이었다.
잠수함은 제1차 세계 대전에서 중요한 역할을 했는데, 독일 잠수함인 U보트는 거의 5,000척에 달하는 연합군 상선들을 격침시켰고, 그중에는 RMS 루시타니아호도 포함되어 있었는데, 이는 미국이 전쟁에 참전하는 데 일조했다. 제2차 세계 대전에서는 영국으로 향하는 보급품 흐름을 차단하려던 U보트들에 의해 거의 3,000척의 연합군 함선이 격침되었지만, 연합군은 전쟁 내내 지속된 대서양 전투에서 봉쇄를 뚫고 783척의 U보트를 격침시켰다. 1960년 이후, 몇몇 국가들은 해저에서 핵탄두를 장착한 탄도 미사일을 발사할 수 있는 탄도미사일 잠수함 함대를 유지해왔다. 이 중 일부는 영구적으로 순찰 중이다.

### 여행
범선 또는 정기선은 해외로 우편물을 운반했는데, 가장 오래된 것 중 하나는 1670년대 바타비아로 가는 네덜란드 서비스였다. 이들은 승객 숙소를 추가했지만, 좁은 공간이었다. 나중에는 정기 서비스가 제공되었지만, 여행 시간은 날씨에 크게 좌우되었다. 증기선이 범선을 대체하면서 대양 정기선이 사람들을 운반하는 임무를 맡았다. 20세기 초에는 대서양 횡단에 약 5일이 걸렸고, 해운 회사들은 가장 크고 빠른 선박을 소유하기 위해 경쟁했다. 블루 리본은 정기 서비스에서 대서양을 가장 빠르게 횡단하는 정기선에 주어지는 비공식적인 영예였다. 모리타니아호는 1909년부터 20년 동안 26.06 노트 (48.26 km/h)로 이 타이틀을 유지했다. 대서양을 가장 빠르게 상업적으로 횡단하는 배에 주어지는 또 다른 상인 헤일스 트로피는 1952년 SS 유나이티드 스테이츠호가 3일 10시간 40분 만에 횡단하여 수상했다.
대형 여객선은 편안했지만 연료와 직원 비용이 많이 들었다. 저렴한 대륙간 항공편이 가능해지면서 대서양 여객선 시대는 시들해졌다. 1958년 뉴욕과 파리 간 7시간짜리 정기 항공 서비스는 대서양 페리 서비스를 역사 속으로 사라지게 했다. 하나둘씩 선박들이 계류되었고, 일부는 해체되었으며, 다른 일부는 레저 산업을 위한 유람선이 되거나 떠다니는 호텔이 되었다.

### 무역

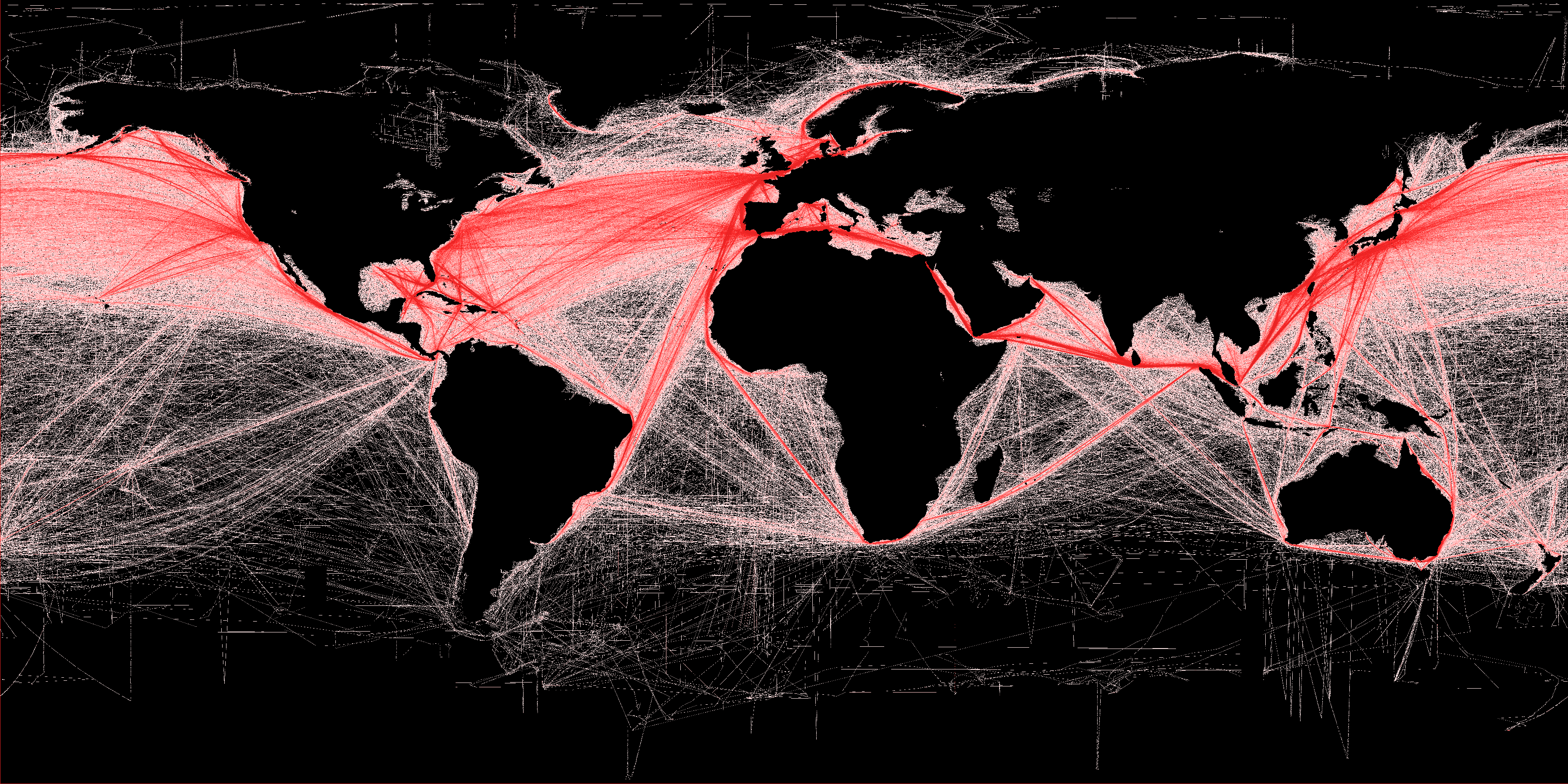
해상 운송로, 전 세계 상업 운송의 상대적 밀도 표시

해상 무역은 수천 년 동안 존재해왔다. 프톨레마이오스 왕조는 홍해 항구를 이용하여 인도와의 무역을 발전시켰고, 기원전 1천년에는 아랍인, 페니키아인, 이스라엘 민족 및 인도인들이 향신료, 금, 귀중한 보석과 같은 사치품을 거래했다. 페니키아인들은 유명한 해상 상인이었으며, 그리스인과 로마인 시대에도 상업은 계속 번성했다. 로마 제국이 붕괴되면서 유럽의 무역은 줄었지만, 아프리카, 중동, 인도, 중국 및 동남아시아의 왕국들 사이에서는 계속 번성했다. 16세기부터 19세기까지 400년 동안 약 1,200만~1,300만 명의 아프리카인들이 대서양 노예 무역의 일환으로 노예로 팔리기 위해 대서양을 건너 아메리카로 실려갔다.:194
많은 양의 상품이 해상으로 운송되며, 특히 대서양과 환태평양 지역을 가로질러 운송된다. 주요 무역로는 헤라클레스의 기둥을 통과하여 지중해와 수에즈 운하를 거쳐 인도양으로, 그리고 말라카 해협을 통과하며, 많은 무역이 영국 해협을 통해서도 이루어진다. 항해 항로는 화물선이 무역풍과 해류를 이용하는 개방 해상 경로이다. 전 세계 컨테이너 운송량의 60% 이상이 상위 20개 무역로를 통해 운송된다. 2007년 이후 북극 빙하가 녹아내리면서 여름철 몇 주 동안 북서항로를 통해 선박이 이동할 수 있게 되었고, 이는 수에즈 운하 또는 파나마 운하를 통한 더 긴 경로를 피할 수 있게 했다.
해상 운송은 항공 화물로 보완되는데, 이는 주로 특히 귀중하거나 부패하기 쉬운 화물에 사용되는 더 비싼 운송 방식이다. 해상 무역은 매년 4조 달러 이상의 가치를 가진 상품을 운송한다. 산적화물은 액체, 분말 또는 입자 형태로 선창에 느슨하게 운반되며, 여기에는 원유, 곡물, 석탄, 광석, 고철, 모래, 자갈 등이 포함된다. 제조업 제품과 같은 다른 화물은 일반적으로 목적에 맞게 건조된 컨테이너선에 전용 터미널에서 적재되는 표준 크기의 잠금식 컨테이너에 담겨 운송된다. 1960년대 컨테이너리제이션이 등장하기 전에는 이러한 상품들이 개별 화물로 적재, 운송 및 하역되었다. 컨테이너리제이션은 해상 운송의 효율성을 크게 높이고 비용을 줄였으며, 20세기 중후반 세계화와 국제무역의 기하급수적인 증가를 이끈 주요 요인이었다.

### 식량

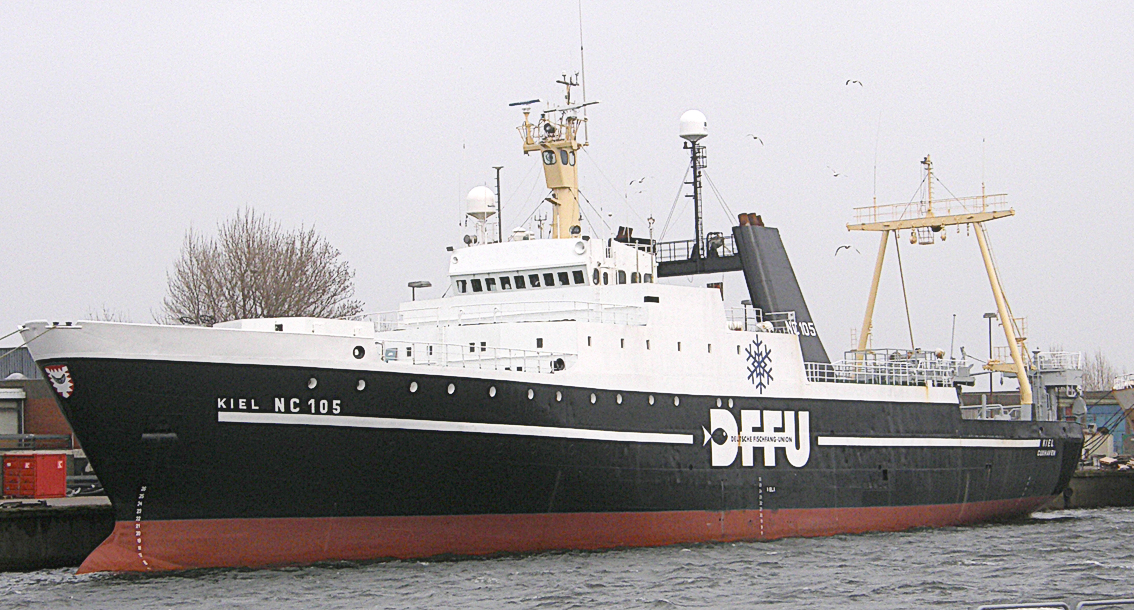
길이 의 독일 공장형 선박

어류 및 기타 수산물은 가장 널리 소비되는 단백질 및 기타 필수 영양소 공급원 중 하나이다. 2009년에는 전 세계 동물성 단백질 섭취량의 16.6%와 전체 단백질 섭취량의 6.5%가 어류에서 나왔다. 이러한 수요를 충족하기 위해 연안국들은 배타적 경제 수역 내의 해양 자원을 개발했지만, 어선들은 국제 수역의 어족 자원을 개발하기 위해 점점 더 멀리 진출하고 있다. 2011년에는 수산양식을 포함한 전 세계 어류 생산량이 1억 5,400만 톤으로 추정되었으며, 이 중 대부분은 인간 소비용이었다. 야생 어류 어획량은 9,040만 톤을 차지했으며, 매년 증가하는 양식업이 나머지를 기여한다. 북서 태평양은 2010년에 2,090만 톤(전 세계 해양 어획량의 27%)으로 단연 가장 생산성이 높은 지역이다. 또한, 2010년 어선 수는 436만 척에 달했으며, 같은 해 1차 어류 생산 부문에 고용된 인력은 5,480만 명에 달했다.
현대 어선으로는 소수의 승무원으로 운영되는 저인망 어선, 선미 트롤선, 선망선, 연승 공장 선박, 그리고 대량의 물고기를 가공하고 냉동하여 몇 주 동안 바다에 머무르도록 설계된 대형 공장형 어선이 있다. 물고기를 잡는 데 사용되는 장비로는 선망, 기타 그물, 트롤망, 준설기, 자망, 연승 등이 있으며, 가장 자주 어획되는 어종은 청어, 대구, 멸치, 다랑어, 가자미, 숭어, 오징어, 연어 등이다. 과잉착취는 심각한 문제로 대두되었으며, 이는 어족 자원의 고갈뿐만 아니라 포식성 어류 개체군의 크기를 크게 감소시킨다. "산업화된 어업은 일반적으로 15년 내에 군집 생물량의 80%를 감소시켰다"고 추정된다. 과잉 착취를 피하기 위해 많은 국가들이 자국 수역에 할당량을 도입했다. 그러나 회복 노력은 종종 지역 경제나 식량 공급에 상당한 비용을 초래한다.

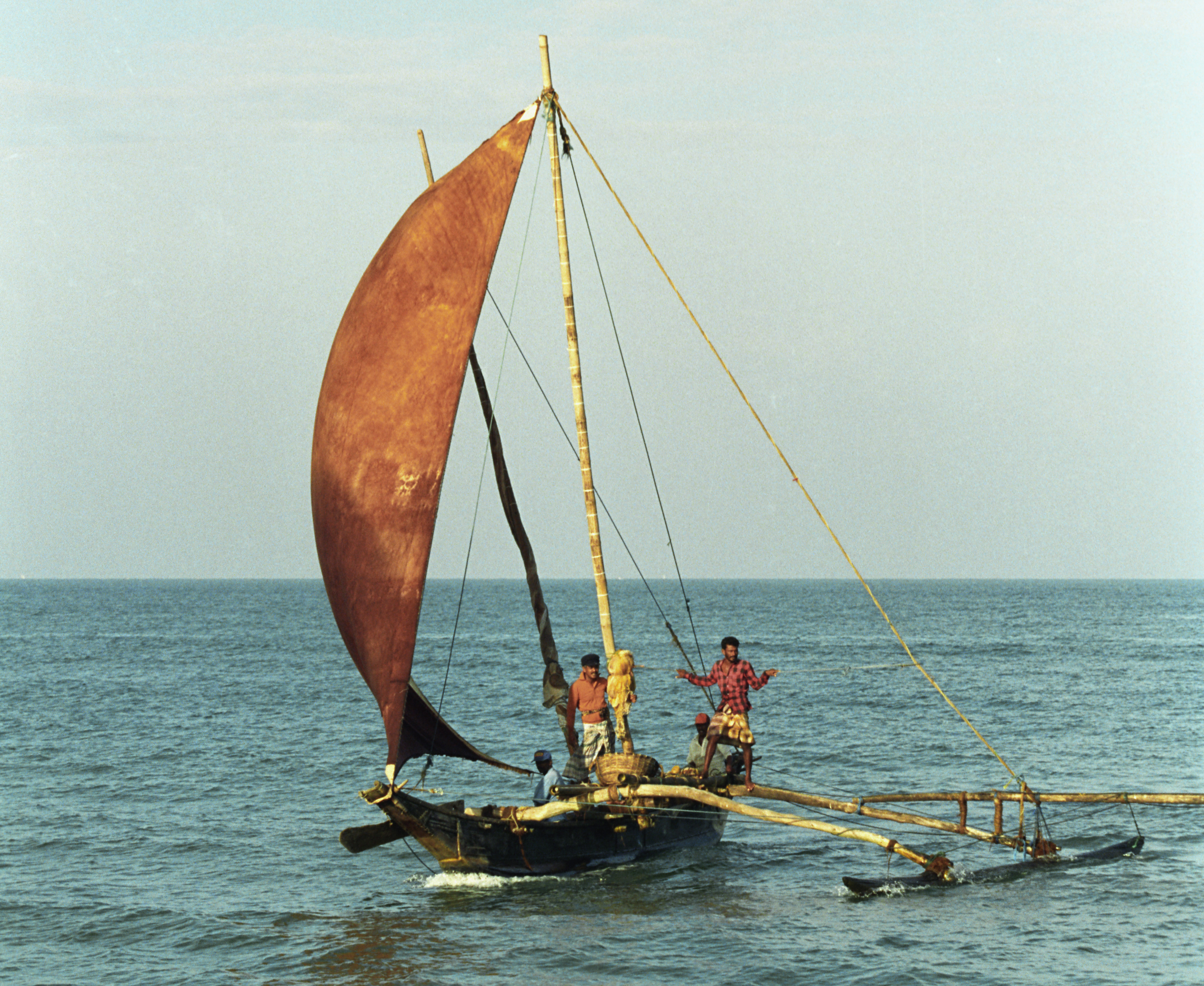
스리랑카의 어선

어부 어업 방식에는 낚싯대와 낚시줄, 작살, 맨몸 잠수, 덫, 투망, 끌그물 등이 포함된다. 전통 어선은 노, 바람 또는 선외 모터로 구동되며 연안 수역에서 조업한다. 유엔 식량 농업 기구는 해안 공동체에 식량 안보를 제공하고 빈곤 완화에 기여하기 위해 지역 어업 개발을 장려하고 있다.

#### 양식업
2010년에는 약 7,900만 톤(78M 장톤; 87M 단톤)의 식량 및 비식량 제품이 양식업을 통해 생산되어 사상 최고치를 기록했다. 약 600종의 식물과 동물이 양식되었으며, 일부는 야생 개체군을 심는 데 사용되었다. 양식된 동물에는 지느러미물고기, 수생 파충류, 갑각류, 연체동물, 해삼류, 성게류, 미더덕, 해파리 등이 포함되었다. 통합 해양 양식은 대양에 쉽게 구할 수 있는 플랑크톤 먹이가 풍부하고 폐기물이 자연적으로 제거된다는 장점이 있다. 다양한 방법이 사용된다. 지느러미물고기를 위한 그물 울타리는 개방된 바다에 매달 수 있고, 더 보호된 수역에서는 우리를 사용할 수 있으며, 연못은 매 만조 시 물로 채울 수 있다. 새우는 개방된 바다와 연결된 얕은 연못에서 양식할 수 있다. 조류, 굴 및 홍합을 기르기 위해 밧줄을 물에 걸 수 있다. 굴은 트레이나 메시 튜브에서 양식할 수 있다. 해삼은 해저에서 양식할 수 있다. 포획 번식 프로그램은 어린 바닷가재 유생을 방류하여 메인주에서 바닷가재 어획량이 증가하는 결과를 낳았다. 전 세계적으로 최소 145종의 해초 – 붉은색, 녹색, 갈색 조류 – 가 식용으로 사용되며, 일부는 일본 및 기타 아시아 국가에서 오랫동안 양식되어 왔다. 추가적인 조류 양식의 잠재력이 크다. 식용으로 널리 사용되는 해양 속씨식물은 거의 없지만, 한 가지 예로 날로 또는 익혀서 먹는 습지 삼피르가 있다. 양식업의 주요 어려움은 단일 재배 경향과 그에 따른 광범위한 질병 위험이다. 양식업은 환경 위험과도 관련이 있다. 예를 들어, 새우 양식은 동남아시아 전역에서 중요한 맹그로브숲의 파괴를 야기했다.

### 여가
바다를 여가 활동에 사용하는 것은 19세기에 발전하기 시작했으며, 20세기에는 중요한 산업이 되었다. 해양 여가 활동은 다양하며, 해변 활동, 크루즈 여행, 요팅, 고성능 보트 경주 및 낚시를 포함한다. 상업적으로 조직된 크루즈 선박 여행 및 고래 관광 및 해안 탐조와 같은 생태관광을 위한 소형 선박 여행도 있다.

얼굴 마스크, 오리발, 수중 호흡 장비를 착용한 스쿠버 다이버

해수욕은 윌리엄 부칸이 건강상의 이유로 이 활동을 옹호한 후 18세기에 유럽에서 유행이 되었다. 서핑은 서핑보드를 타거나 타지 않고 파도를 타는 스포츠이다. 다른 해양 수상 스포츠로는 카이트서핑이 있는데, 파워카이트가 보드를 탄 사람을 물 위로 추진하는 스포츠이며, 윈드서핑은 고정된 조작 가능한 돛이 추진력을 제공하며, 수상스키는 모터보트를 사용하여 스키어를 끄는 스포츠이다.
수면 아래에서는 프리다이빙이 얕은 잠수로 제한된다. 진주 다이버는 40 피트 (12 m)까지 잠수하여 바구니로 굴을 채취할 수 있다. 인간의 눈은 수중 사용에 적합하지 않지만 다이빙 마스크를 착용하면 시야를 개선할 수 있다. 기타 유용한 장비로는 오리발과 스노클, 그리고 스쿠버 장비가 있어 수중 호흡이 가능하므로 수면 아래에서 더 오랜 시간을 보낼 수 있다. 다이버가 도달할 수 있는 깊이와 수중에서 머물 수 있는 시간은 하강 시 경험하는 압력 증가와 표면으로 돌아올 때 잠수병을 방지해야 하는 필요성으로 제한된다. 레크리에이션 다이버는 질소 마취의 위험이 증가하는 100 피트 (30 m)를 넘는 깊이로의 잠수를 제한한다. 더 깊은 잠수는 특수 장비와 훈련을 통해 가능하다.

### 산업

#### 발전 (전기)
바다는 파도, 조석, 염분 차이, 그리고 해양 온도 차이에 의해 운반되는 매우 많은 양의 에너지를 제공하며, 이를 활용하여 전기를 생산할 수 있다. 지속 가능한 해양 에너지 형태로는 조력 발전, 해양 온도차 에너지, 파력 발전 등이 있다. 전기 발전소는 종종 해안이나 어귀 옆에 위치하여 바다를 냉각 장치로 사용할 수 있다. 더 차가운 냉각 장치는 더 효율적인 발전을 가능하게 하며, 이는 특히 고비용의 원자력 발전소에 중요하다.

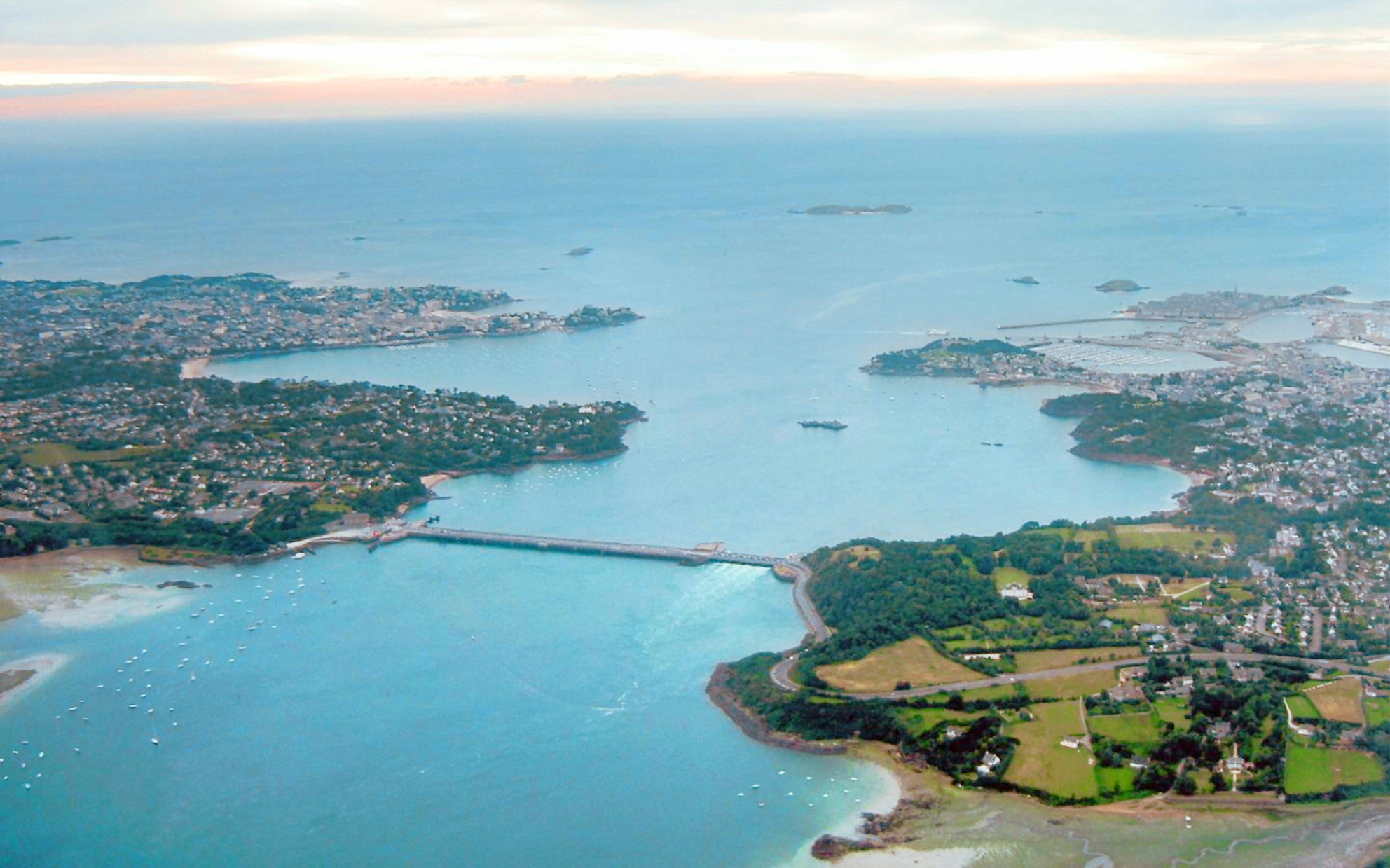
조력 발전: 브르타뉴반도의 생말로 근처에 있는 1 km 길이의 랑스조력발전소는 0.5 GW를 생산한다.

조력 발전은 조류 흐름에서 전기를 생산하기 위해 발전기를 사용하며, 때로는 댐을 사용하여 해수를 저장한 다음 방출한다. 브르타뉴반도의 생말로 근처에 있는 길이 1 킬로미터 (0.62 mi)의 랑스 댐은 1967년에 개방되었고 약 0.5GW를 생산하지만, 이후 비슷한 계획은 거의 따르지 않았다.(pp. 111–112)
파도의 크고 매우 가변적인 에너지는 막대한 파괴력을 지니므로, 저렴하고 신뢰할 수 있는 파도 기계를 개발하는 것은 어렵다. 1995년 스코틀랜드 북부에 해안에서 약 300 미터 (980 피트) 떨어진 곳에 소규모 2MW 상업용 파력 발전소인 "오스프레이"가 건설되었다. 그러나 이 발전소는 곧 파도에 의해 손상되었고, 이후 폭풍으로 파괴되었다.(p. 112)
해상 풍력 발전은 바다에 설치된 풍력 터빈으로 에너지를 포착한다. 육지보다 풍속이 빠르다는 장점이 있지만, 해상 풍력 발전소 건설 비용이 더 많이 든다는 단점도 있다. 최초의 해상 풍력 발전소는 덴마크에 1991년에 설치되었으며, 전 세계 해상 풍력 발전소의 설치 용량은 2020년에 34GW에 도달했으며, 주로 유럽에 위치해 있다.

#### 채굴 산업
해저에는 준설을 통해 개발될 수 있는 많은 광물 매장량이 존재한다. 이는 육상 채굴보다 장점이 있는데, 전문 조선소에서 장비를 제작할 수 있고 기반 시설 비용이 더 낮다. 단점으로는 파도와 조석으로 인한 문제, 굴착지가 퇴적물로 막히는 경향, 그리고 폐기물 더미가 씻겨나가는 것 등이 있다. 해안 침식 및 환경 손상 위험도 있다.

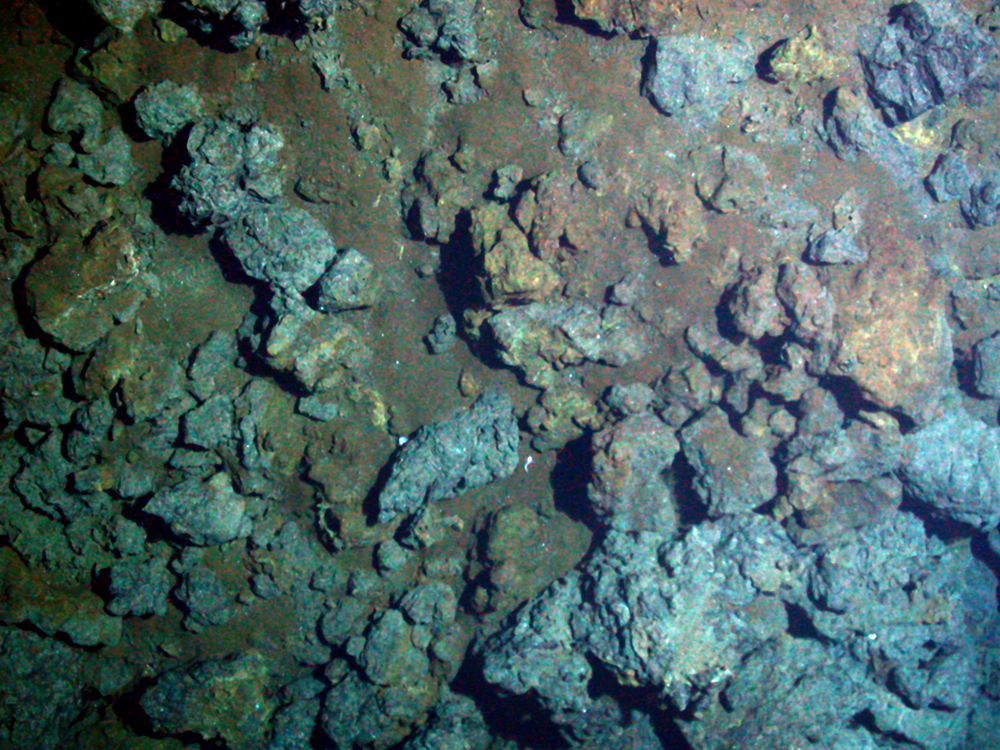
열수 분출구 근처에서 침전된 광물

해저 거대 황화물 퇴적물은 1960년대 발견 이후 은, 금, 구리, 납, 아연 및 미량 금속의 잠재적 공급원이다. 이들은 "블랙 스모커"로 알려진 심해 열수 분출구에서 지열로 가열된 물이 방출될 때 형성된다. 광석은 고품질이지만 채굴 비용이 매우 많이 든다.
해저 아래 암석에는 막대한 양의 석유와 천연가스 매장량이 존재한다. 해상 플랫폼과 시추 장비는 석유 또는 가스를 추출하여 육상으로 운송하기 위해 저장한다. 해상 석유 및 가스 생산은 원격적이고 혹독한 환경으로 인해 어려울 수 있다. 바다에서의 석유 시추는 환경에 영향을 미친다. 동물들은 매장지를 찾기 위해 사용되는 지진파에 의해 방향 감각을 잃을 수 있으며, 이것이 고래의 좌초를 유발하는지에 대한 논쟁이 있다. 수은, 납, 비소와 같은 유독 물질이 방출될 수 있다. 기반 시설이 손상을 일으킬 수 있으며, 기름 유출이 발생할 수 있다.
해저와 해양 퇴적물에는 잠재적 에너지원으로서 흥미로운 다량의 메테인 하이드레이트가 존재한다. 또한 해저에는 철, 망가니즈 및 기타 수산화물 층이 핵 주위에 형성된 망가니즈 단괴가 있다. 태평양에서는 이들이 심해저의 최대 30%를 덮을 수 있다. 이 광물들은 해수에서 침전되어 매우 느리게 성장한다. 니켈을 상업적으로 추출하는 것이 1970년대에 연구되었으나, 더 편리한 공급원을 선호하여 포기되었다. 적절한 위치에서는 흡입 호스를 사용하여 해저에서 자갈을 육지로 가져와 다이아몬드를 채취한다. 더 깊은 수역에서는 이동식 해저 크롤러를 사용하며, 퇴적물을 위쪽 선박으로 펌프질한다. 나미비아에서는 이제 육상의 전통적인 방법보다 해양 자원에서 더 많은 다이아몬드가 채취된다.

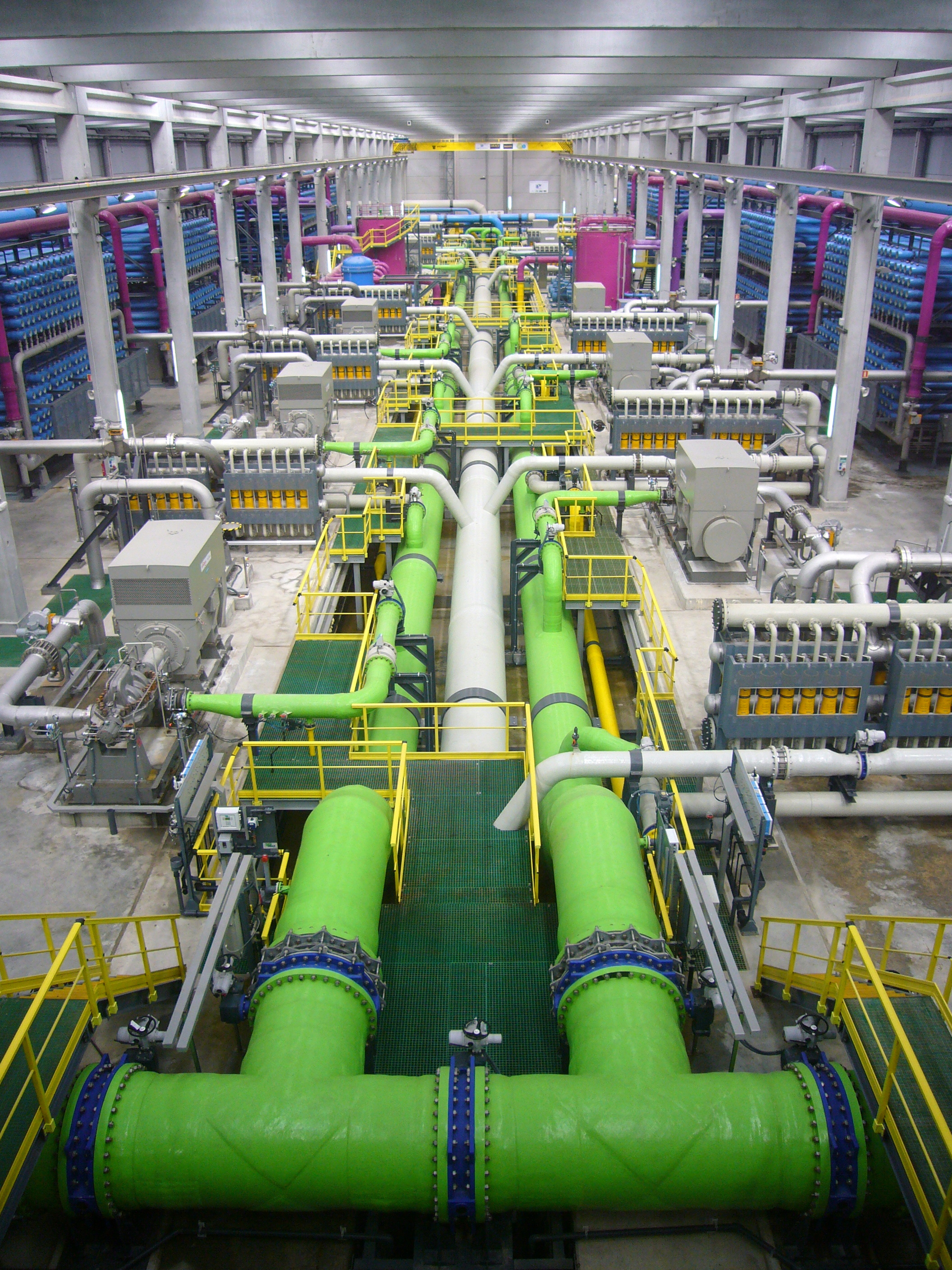
역삼투 해수담수화 플랜트

바다에는 많은 양의 귀중한 용해 광물이 존재한다. 가장 중요한 식용 및 산업용 소금은 선사 시대부터 얕은 연못에서 태양 증발을 통해 채취되어 왔다. 육지에서 용해되어 축적된 브로민은 사해에서 55,000ppm으로 발견되어 경제적으로 회수된다.

### 담수 생산
해수담수화는 바닷물에서 염분을 제거하여 식수나 관개에 적합한 민물을 생산하는 기술이다. 주요 두 가지 처리 방법인 감압 증류와 역삼투는 많은 양의 에너지를 소비한다. 담수화는 일반적으로 다른 수원에서 민물 공급이 부족하거나 발전소에서 발생하는 잉여 열과 같이 에너지가 풍부한 곳에서만 이루어진다. 부산물로 생성되는 염수는 일부 유독 물질을 포함하고 있으며 바다로 다시 배출된다.

### 해양 원주민
해양 동남아시아의 몇몇 유랑민 원주민 집단은 배에서 생활하며 바다에서 필요한 거의 모든 것을 얻는다. 모켄족은 태국과 미얀마 해안 및 안다만해의 섬에 거주한다. 일부 바다 집시들은 30 미터 (98 ft) 깊이까지 잠수할 수 있는 능숙한 프리다이버들이지만, 많은 이들이 점차 육지 기반의 정착 생활 방식을 채택하고 있다.
축치인, 이누이트, 이누비알루이트, 유픽족과 같은 북극의 원주민들은 물개와 고래를 포함한 해양 포유류를 사냥하며, 호주의 토레스 해협 제도 원주민은 그레이트 배리어 리프를 소유하고 있다. 그들은 사냥, 낚시, 농업, 파푸아 및 본토 애버리지니와의 무역을 포함하는 전통적인 섬 생활을 영위한다.

### 문화 속 바다

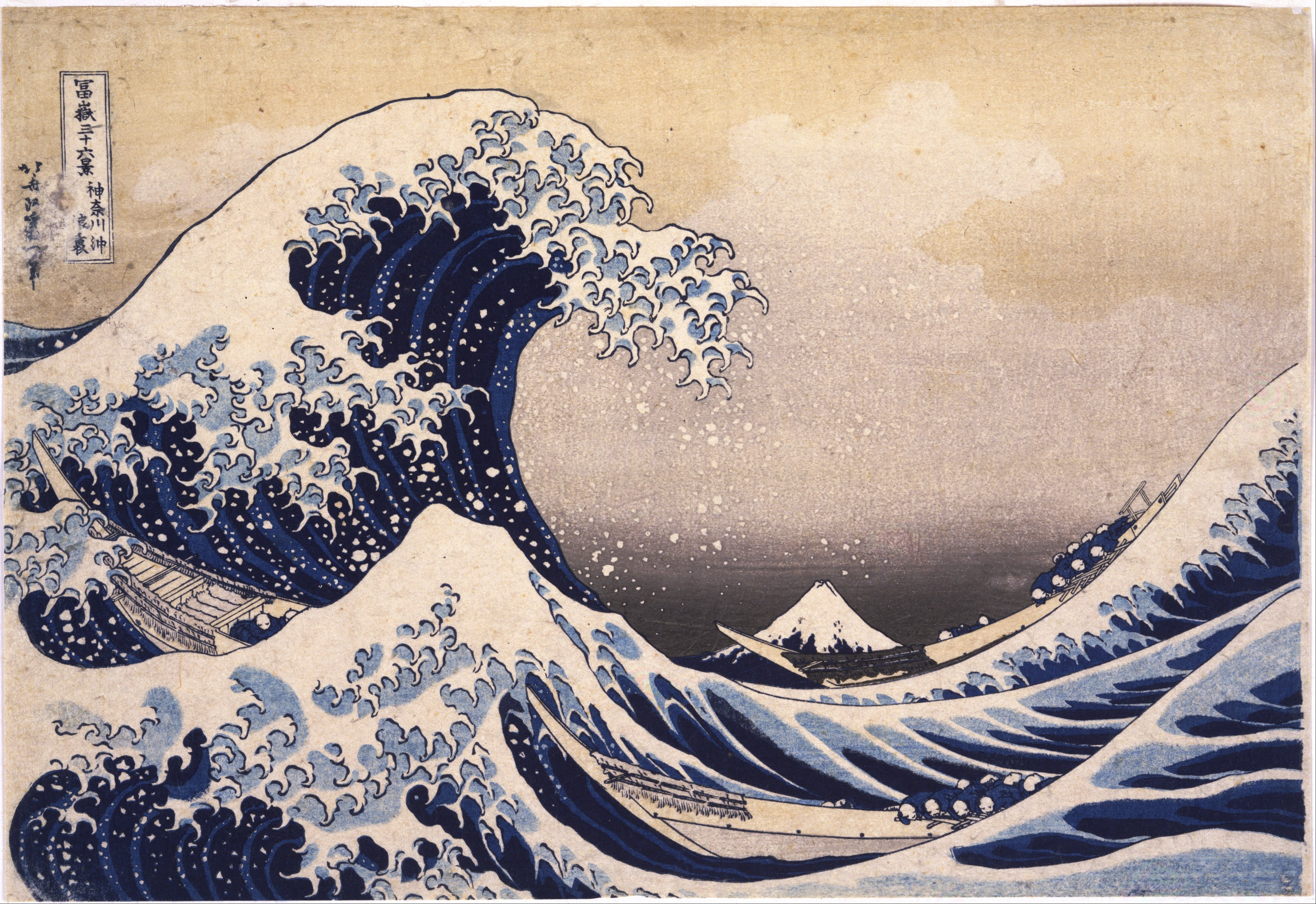
가쓰시카 호쿠사이의 가나가와 해변의 높은 파도 아래, c. 1830

바다는 인간 문화에서 강력하면서도 고요하고 아름다우면서도 위험한 방식으로 상반된 모습을 보인다.(p. 10) 바다는 문학, 예술, 시, 영화, 연극, 클래식 음악, 신화, 꿈 해석 등에서 그 자리를 차지한다. 고대인들은 바다를 신격화하여 달래야 할 존재의 통제 하에 있다고 믿었으며, 상징적으로 바다는 환상적인 생물들이 사는 적대적인 환경으로 인식되었다. 성경의 레비아탄, 그리스 신화의 스킬라, 일본 신화의 이소나데, 그리고 후기 노르드 신화의 크라켄 등이 그 예이다.
바다와 선박은 라무 군도의 오두막 벽에 그려진 단순한 그림부터 조지프 터너의 해경화에 이르기까지 예술에 묘사되어 왔다. 네덜란드 황금시대 회화에서는 얀 포르셀리스, 헨드릭 뒤벨스, 빌럼 반 데 벨데 엘더와 그의 아들, 그리고 루돌프 바크하위전과 같은 예술가들이 당시 군사력 절정에 달했던 바다와 네덜란드 해군을 찬양했다. 일본 예술가 가쓰시카 호쿠사이는 가나가와 해변의 높은 파도 아래를 포함하여 바다의 다양한 분위기를 컬러 판화로 표현했다.:8
이슬람 전통에서 바다는 하느님의 자비와 권능을 동시에 상징하며, 신성한 창조와 자연에 대한 통제의 강력한 징표(아야) 역할을 한다. 쿠란은 종종 바다를 인용하여 하느님의 자비로움을 설명한다. 예를 들어 "그가 바다를 너희에게 길들여 주었으니, 너희는 그곳에서 신선한 고기를 먹고 너희가 착용하는 장신구를 뽑아낼 수 있다" (쿠란 16:14)는 구절이 있으며, 동시에 바다에서의 폭풍 속에서 인간의 무력함을 묘사하는 구절(쿠란 10:22)처럼 시련과 겸손의 장소로 묘사하기도 한다. 바다의 이중적 본성, 즉 생계의 원천이자 신성한 힘의 발현이라는 점은 자연 요소를 하느님의 유일성과 위엄을 가리키는 징표로 보는 광범위한 이슬람적 관점을 반영한다. 이는 다른 종교 전통과 대조된다. 예를 들어, 성경 문학에서 바다는 종종 혼돈과 위험과 연관되며, 힌두교 신화에서는 대양의 휘젓기와 같은 우주적 순환에서 역할을 한다. 이슬람 학문, 특히 고전 타프시르 (쿠란 해석)는 바다가 단순히 물리적 현실이 아니라 신자들을 하느님의 위대함과 그분에 대한 의존성을 성찰하게 하는 신학적 상징임을 강조한다.
음악 역시 바다에서 영감을 받았다. 해안 근처에 살거나 일하며 바다의 다양한 모습을 보았던 작곡가들에 의해 영향을 받은 것이다. 뱃노래, 즉 뱃사람들이 힘든 작업을 수행할 때 부르던 노래들은 작곡에 녹아들었고, 잔잔한 물결, 부서지는 파도, 바다 폭풍 등의 인상이 음악으로 표현되었다.:4–8
상징적으로 바다는 수세기 동안 문학, 시, 꿈에서 역할을 해왔다. 때로는 잔잔한 배경으로만 존재하지만, 종종 폭풍, 난파선, 전투, 고난, 재난, 희망의 좌절, 죽음과 같은 주제를 도입하기도 한다.:45 기원전 8세기에 쓰인 서사시 오디세이아에서, 호메로스는 일리아스에 묘사된 전쟁 후 바다의 수많은 위험을 헤치고 집으로 돌아가기 위해 고군분투하는 그리스 영웅 오디세우스의 10년 항해를 묘사한다. 바다는 일본 에도 시대 시인 마쓰오 바쇼 (松尾 芭蕉) (1644–1694)의 하이쿠 시에서 반복되는 주제이다. 정신과 의사 카를 융의 저서에서 바다는 꿈 해석에서 개인적 및 집단 무의식을 상징하며, 바다의 깊이는 무의식의 깊이를 상징한다.

## 환경 문제
바다에 영향을 미치는 환경 문제는 크게 해양 오염, 과잉 착취, 그리고 기후변화에서 비롯되는 문제로 나눌 수 있다. 이 모든 문제는 해양생태계와 해양 먹이 사슬에 영향을 미치며, 아직 알려지지 않은 생물 다양성과 해양 생명체의 지속에 대한 결과를 초래할 수 있다. 환경 문제의 개요는 다음과 같다:
- 해양 오염: 오염 경로에는 직접 배출, 육상 유출, 선박 오염, 대기 오염, 그리고 잠재적으로 심해 채광이 포함된다. 해양 오염의 종류는 바다 쓰레기, 플라스틱 오염, 미세 플라스틱을 포함한 플라스틱 오염, 영양소 오염, 독소, 수중 소음으로 분류할 수 있다.
- 과잉 착취 및 생물다양성 감소: 남획, 서식지 손실, 침입종 유입
- 기후변화가 바다에 미치는 영향: 해수면 온도 및 심해 온도의 상승, 더욱 빈번해지는 해양 열파, pH 값의 감소, 해수 온난화 및 얼음 시트 용융으로 인한 해수면 상승, 북극의 해빙 감소, 상층 해양 성층화 증가, 산소 수준 감소, 염도 대비 증가 (짠 지역은 더 짜지고, 민물 지역은 덜 짜지는 경향),[222] 해류 변화 (예: 대서양 자오선 전복 순환의 약화), 그리고 더욱 강력한 열대 저기압 및 계절풍.[223]

### 해양 오염
많은 물질이 인간 활동의 결과로 바다에 유입된다. 연소 생성물은 대기 중으로 운반되어 강수에 의해 바다에 퇴적된다. 산업 폐수 및 하수는 중금속, 농약, PCB, 소독제, 가정용 청소 제품 및 기타 합성 화학 물질을 기여한다. 이들은 표면막과 해양 퇴적물, 특히 하구 진흙에 농축된다. 이러한 모든 오염의 결과는 관련된 물질의 수가 많고 생물학적 영향에 대한 정보가 부족하기 때문에 대체로 알려져 있지 않다. 가장 우려되는 중금속은 구리, 납, 수은, 카드뮴, 아연으로, 이들은 해양 생물에 생물 축적될 수 있으며 먹이 사슬을 통해 전달된다.
대부분의 떠다니는 플라스틱 쓰레기는 생분해되지 않고 시간이 지남에 따라 분해되어 결국 분자 수준까지 부서진다. 단단한 플라스틱은 수년 동안 떠다닐 수 있다. 태평양 환류의 중심에는 주로 플라스틱 폐기물이 쌓여 있는 영구적인 태평양 거대 쓰레기 지대가 있다. 대서양에도 비슷한 쓰레기 지대가 있다. 알바트로스나 슴새와 같은 먹이를 찾는 바닷새는 잔해를 음식으로 착각하고 소화기관에 소화되지 않는 플라스틱을 축적할 수 있다. 거북이와 고래의 위장에서는 비닐봉지와 낚싯줄이 발견되기도 한다. 미세 플라스틱은 가라앉아 해저의 여과 섭식자를 위협할 수 있다.
바다의 대부분의 기름 오염은 도시와 산업에서 발생한다. 기름은 해양 동물에게 위험하다. 바닷새의 깃털을 막아 단열 효과와 부력을 감소시키고, 새들이 스스로 정돈하려 할 때 오염 물질을 섭취할 수 있다. 해양 포유류는 덜 심각하게 영향을 받지만 단열재가 제거되어 체온이 떨어지거나, 시력을 잃거나, 탈수되거나, 중독될 수 있다. 저서성 무척추동물은 기름이 가라앉을 때 덮여 버려지고, 물고기는 중독되며, 먹이 사슬이 교란된다. 단기적으로 기름 유출은 야생 동물 개체군의 감소와 불균형, 여가 활동의 영향, 바다에 의존하는 사람들의 생계 파괴를 초래한다. 해양 환경은 자정 능력을 가지고 있으며, 자연적으로 발생하는 세균이 시간이 지남에 따라 바다에서 기름을 제거한다. 멕시코만에서는 기름을 먹는 세균이 이미 존재하여 기름 유출을 며칠 만에 소모한다.
농업용 토지에서 유출되는 비료는 일부 지역의 주요 오염원이며, 미처리 폐수 배출도 비슷한 영향을 미친다. 이러한 원천에서 공급되는 추가 영양분은 과도한 식물 성장을 유발할 수 있다. 질소는 해양 시스템에서 종종 제한 요인이며, 질소가 추가되면 조류 대증식 및 적조가 물의 산소 수준을 낮추고 해양 동물을 죽일 수 있다. 이러한 사건은 발트해와 멕시코만에 데드 존을 만들었다. 일부 조류 대증식은 남세균에 의해 발생하며, 이들은 여과 섭식하는 개류를 독성으로 만들어 해달과 같은 동물에게 해를 끼친다. 원자력 시설 또한 오염을 일으킬 수 있다. 아일랜드해는 이전 셀라필드 핵연료 재처리 공장에서 방출된 방사성 세슘-137로 오염되었으며, 2011년 후쿠시마 제1 원자력 발전소 재해처럼 핵사고로 인해 방사성 물질이 바다로 스며들 수도 있다.
바다에 폐기물(기름, 유해 액체, 하수, 쓰레기 포함)을 버리는 것은 국제법의 규제를 받는다. 런던 협약 (1972)은 2012년 6월 8일까지 89개국이 비준한 해양 투기를 통제하기 위한 유엔 협약이다. MARPOL 73/78은 선박에 의한 해양 오염을 최소화하기 위한 협약이다. 2013년 5월까지 152개 해양 국가가 MARPOL을 비준했다.

## 같이 보기
- 배
- 개펄
- 영해
- 공해 (바다)
- 모래사장